# Planta (Adelsgeschlecht)

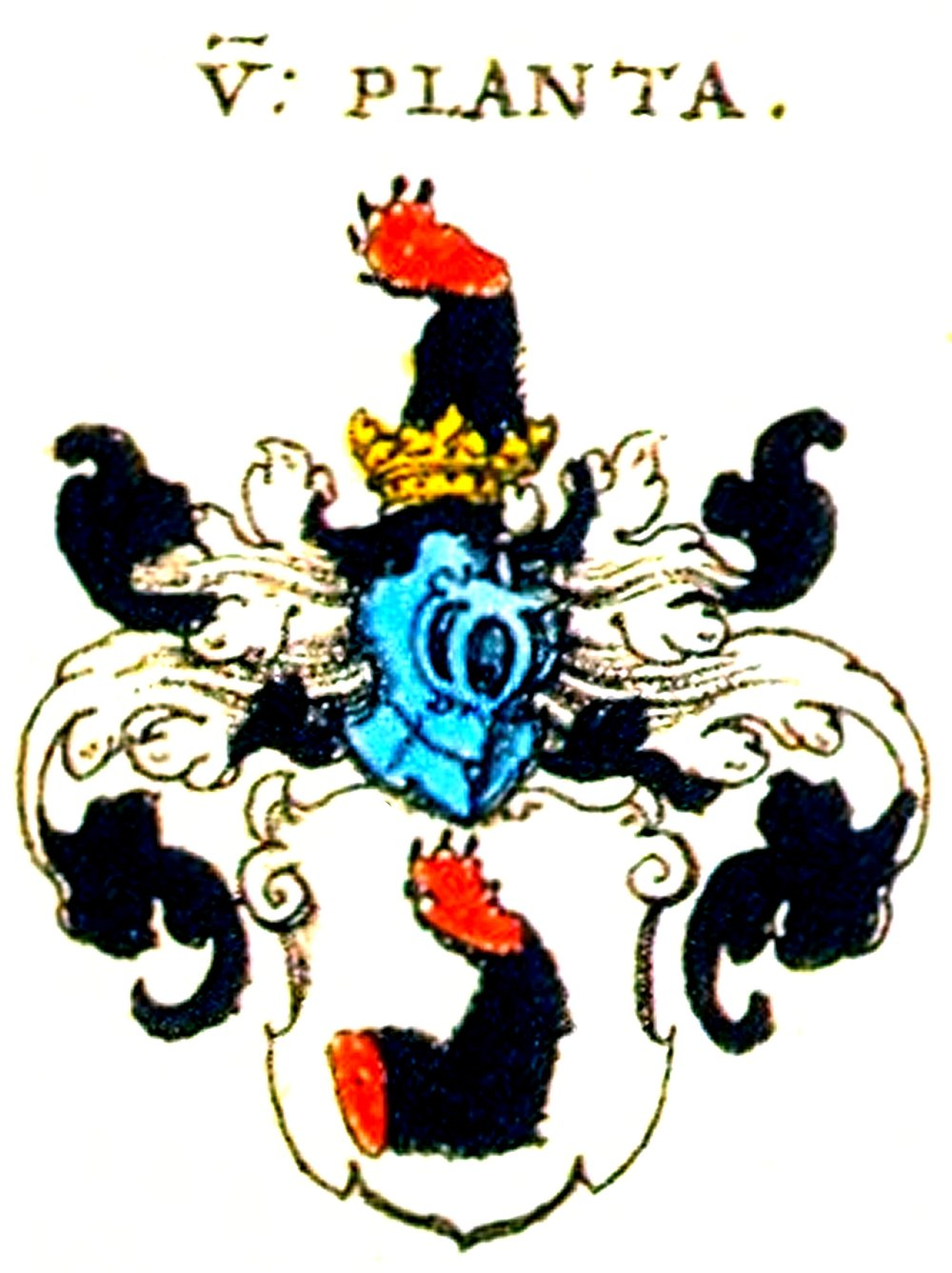
Stammwappen derer von Planta in Siebmachers Wappenbuch 1605

Die Familie von Planta gehörte im Hochmittelalter zur ländlich-bäuerlichen Oberschicht des Oberengadins in Graubünden. Seit dem ausgehenden 13. Jahrhundert sind die Planta als Amtsträger der Bischöfe von Chur fassbar. Der Hauptstamm der Familie (Zuoz) ist damals oder im frühen 14. Jahrhundert in den Dienstadel (Ministerialen, rätoromanisch Mastrals) des Churer Hochstifts aufgestiegen, vor allem im 15. Jahrhundert als Richter im Oberengadin. Ab 1367 hatten sie im von ihnen mitbegründeten Freistaat der Drei Bünde bis zu dessen Ende 1798 wichtige Ämter inne. Nach der Loslösung der Drei Bünde vom Hochstift Chur übernahmen dessen Ministerialenfamilien die führende Rolle in einer Art Adelsrepublik, die bis zu ihrem Ende 1798 im Heiligen Römischen Reich verblieb, zugleich aber seit 1497 ein Zugewandter Ort der Alten Eidgenossenschaft war. Die führenden Familien der Drei Bünde, darunter die von Planta und die von Salis, unterhielten oft Verbindungen zu den österreichischen Habsburgern, aber auch zur Republik Venedig und zu Frankreich; die Drei Bünde verfolgten unter der Herrschaft dieser Familien eine eigenständig taktierende Aussenpolitik.
Im historischen Sinne zählen die Planta zum Uradel, zugleich zum schweizerischen Adel. Ihre Stammsitze waren Zuoz, Samedan und Chur. Einzelne Linien bestehen bis heute.

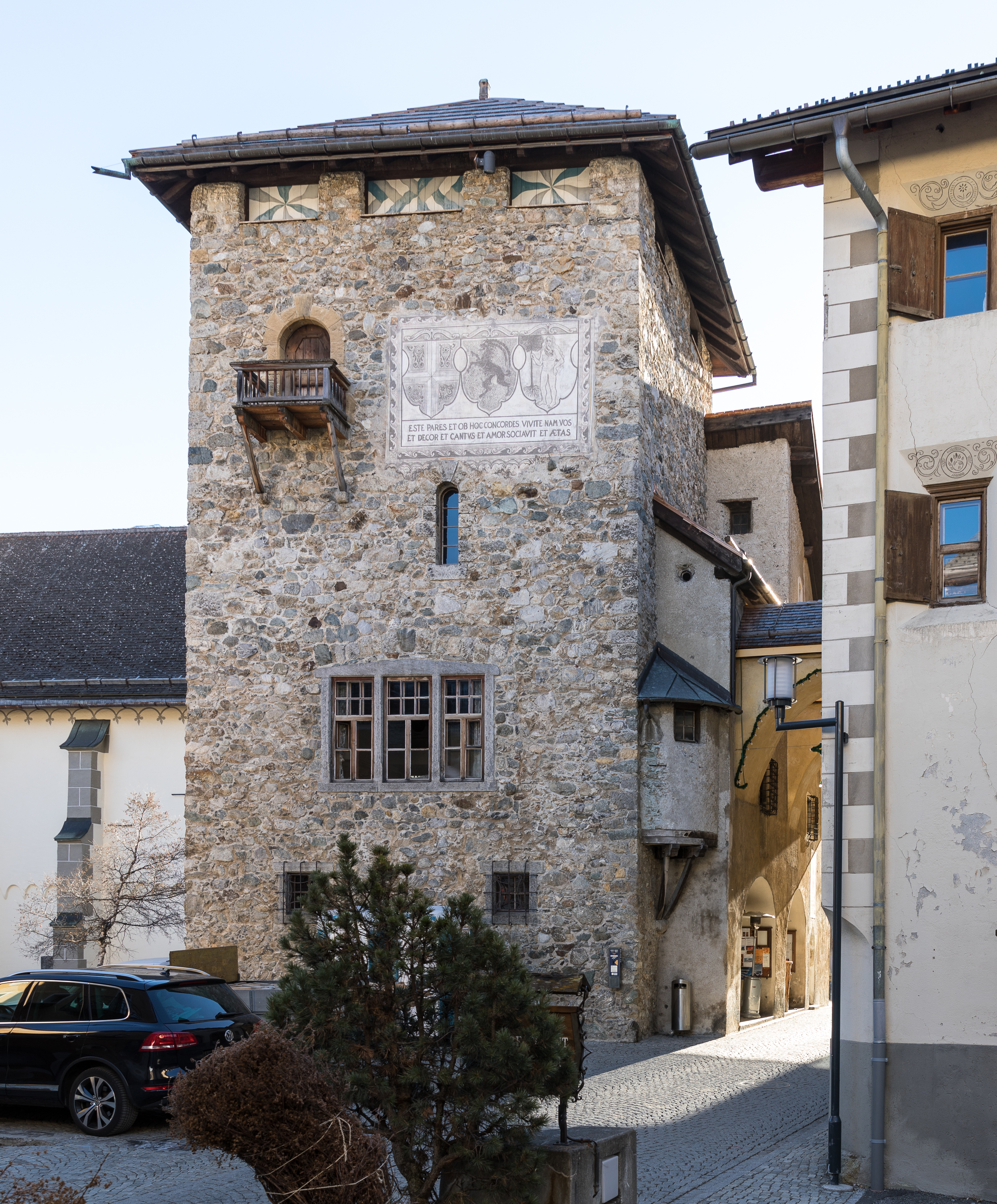
Der Plantaturm in Zuoz, Stammhaus der Familie

## Geschichte
Gemäss der Chronik von Fortunat Sprecher erhielt Conrad Planta 1139 vom Bistum Chur Hoheits- und Besitzrechte im Oberengadin zum Lehen, dies als Folge der in Gamertinger Urkunden festgehaltenen Verkaufs der Grafen von Gamertingen an den Churer Bischof Konrad. Vermutlich waren die Planta als Ministerialen Verwalter des Bischofs von Chur in Zuoz. 1244 wird Andreas zu Zuoz erwähnt. Der dortige Plantaturm, das Stammhaus der Familie, wurde als Rittersitz in Form eines Wohnturms um 1200 erbaut. Am Stammort Zuoz gibt es ausserdem bis heute das Obere und das Untere Plantahaus aus dem 16. Jahrhundert, die ebenfalls aus mittelalterlichen Wohntürmen entstanden.
Ab Mitte des 13. Jahrhunderts stiegen die Planta bis etwa um 1300 zum führenden Geschlecht des Oberengadins auf. Ab 1288 lag die niedere Gerichtsbarkeit im Oberengadin bis zu Beginn des 16. Jahrhunderts in den Händen der Planta, was ihre Machtbasis bildete. 1295 erhielt Andreas II. von Bischof Berthold das Ammannamt im Oberengadin und das Kanzleramt, zudem alle Bergwerke mit zugehörigen Rechten zu einem ewigen freien Lehen für sich und seine Nachkommen, was fortan die materielle Basis der Planta bildete. Der Kaufpreis für diese Rechte betrug 1050 Mark Silber. Ab 1317 waren sie auch im Unterengadin Inhaber von Bergwerksrechten, als Vasallen der Grafen von Tirol. 1332 erteilte Bischof Ulrich von Lenzburg der Familie das Recht, im Gebiet des Ofenpasses am Munt Buffalora Bergbau zu betreiben; die Gesamtlänge der Stollen wird auf ca. 14 Kilometer geschätzt. Vom Ende des 14. Jahrhunderts an erwarben sie sämtliche Bergwerksrechte im Unterengadin, Oberengadin, Münstertal und wohl auch im Puschlav.
Vom Beginn des 14. Jahrhunderts an lassen sich Heiratsverbindungen zu niederadligen Familien des Hochstifts Chur nachweisen, ausserdem zum Südtiroler Ministerialadel und zur Veltliner Führungsschicht. Sie verfügten über bischöfliche Lehen im Oberengadin (u. a. Burg Guardaval) und im Bergell (u. a. den Senvelenturm und Burg Castelmur), im 14. Jahrhundert auch im Unterengadin (Schloss Wildenberg in Zernez) und im Puschlav. 1367 nahm Thomas Planta am ersten Herrschaftsvertrag zwischen den Ständen und dem Landesherrn des Hochstifts Chur teil. Die Planta waren im 14. und 15. Jahrhundert massgeblich an der Gründung des Gotteshausbundes und der Rhätischen Bünde beteiligt. Ab Ende des 14. Jahrhunderts hatten die Planta auch im Unterengadin Ämter inne, etwa als bischöfliche Vögte auf der Burg Tschanüff, ferner im Vinschgau, Albulatal, Bergell, Puschlav, Domleschg und in Chur. 1407 nahmen sie mit Rudolf erstmals Einsitz im Churer Domkapitel. Mit Thomas Planta stellten sie von 1549 bis 1565 einen Fürstbischof von Chur.
Im 15. Jahrhundert gehörten die Planta zu den führenden Niederadelsgeschlechtern des Hochstifts Chur. Die Basis ihrer ökonomischen Grundlage bildeten die Bergwerke. Nach der Mitte des 15. Jahrhunderts bestanden enge Beziehungen zum Benediktinerinnenkloster St. Johann in Müstair, für das die Familie Planta bis ins 18. Jahrhundert mehrere Äbtissinnen stellte. Der Zweig der Planta aus Zernez bekannte sich seit der konfessionellen Spaltung der Drei Bünde zum reformierten Glauben. Nach Aufhebung der bischöflichen Landesherrschaft durch die Ilanzer Artikel 1524 und 1526 im Freistaat der Drei Bünde waren die Planta neben den von Salis das einflussreichste Geschlecht der Bünde. Die beiden Familien wurden infolge der Eroberung des Veltlins durch die Drei Bünde 1512 auch dort zu den wichtigsten Ämtergeschlechtern.
Mitte des 16. Jahrhunderts erwarben die Planta von Wildenberg die Herrschaft Rhäzüns als Pfandlehen von den Habsburgern; am Ausgang des 16. Jahrhunderts wurde das Schloss Rhäzüns unter ihrer Herrschaft wesentlich erweitert. In den Bündner Wirren standen sie, neben den Salis, in Führungspositionen auf beiden Seiten; während sich die reformierten Salis jedoch überwiegend auf die Seite Frankreichs und Venedigs stellten, unterstützten die zum Katholizismus konvertierten Brüder Rudolf und Pompejus von Planta die habsburgische Partei von Österreich und Spanien. Später standen Vertreter der Planta auch in ausländischen Kriegsdiensten (u. a. Österreich, Spanien, Frankreich, Venedig, Holland) und stellten im 18. Jahrhundert neben zahlreichen Offizieren vier Generäle. Im 18. Jahrhundert setzten die Planta sich noch partiell für österreichische Interessen und gegen die zunehmende Dominanz der Familie von Salis ein. Gaudenz Planta von Samaden (1757–1834) und andere Familienmitglieder traten zu Beginn des 19. Jahrhunderts gegen die Salis für die französische Seite ein. Um 1798 verloren sie die letzten Vorrechte im Oberengadin. 1805 starb die Hauptlinie Planta-Wildenberg zu Zernez aus. Peter Conradin von Planta verkaufte das Schloss Wildenberg nach 1850.

### Linien
Später teilte sich die Familie in sechs Linien auf:
- Die Linie aus Zuoz hielt lange an Zuoz fest, wo die Familie über mehrere Wohntürme und Häuser verfügte, und zog dann ins Domleschg, nach Chur, Malans und Basel.
- Die Linie Wildenberg, benannt nach dem Schloss Wildenberg in Zernez, hatte um 1350 auch die Burg Steinsberg in Ardez und zog nach Guarda und ins Domleschg, später bis Zürich.
- Die Linie aus Susch; einige Mitglieder zogen ebenfalls nach Basel.
- Die Linie von Chur
- Die Linie Valence zog früh nach Ilanz, später weiter nach Valence in Frankreich (mit Zugehörigkeit zum französischen Adel) und England.
- Die Linie aus Samedan zog nach Reichenau und Chur, war ab 1850 Besitzer des Klosters Tänikon und ist seit 2011 ausgestorben.

Nach 1650 nahm das politische Engagement der Planta ab. Nach 1700 erfolgte der Abstieg der Linien Planta Steinsberg-Wildenberg und Planta-Wildenberg-Malans. Bis in die zweite Hälfte des 19. Jahrhunderts waren einzelne Mitglieder der Familie in der kantonalen und nach 1848 in der eidgenössischen Politik aktiv. Alfred von Planta war 1914 Präsident des Schweizer Nationalrates. Danach übte die Familie bislang keine bedeutenden politischen Ämter mehr aus.
Der 1985 gegründete Historisch-Antiquarische Fonds der Familie von Planta verfolgt den Zweck der "Förderung und Erhaltung historischer Kulturgüter aller Art im Kanton Graubünden durch Erwerb, Erhaltung und Unterhalt von Gebäuden, Erhaltung von alten Schriften sowie anderen wertvollen Objekten, Neudruck oder anderweitige Reproduktionen von Schriften oder Gegenständen von historisch oder antiquarischem Wert, Förderung des Interesses der Öffentlichkeit am geschichtlichen Erbe Graubündens durch Unterstützung oder Organisation von Ausstellungen mit historisch oder antiquarischer Ausrichtung".

## Wappen
Blasonierung: In Silber rot besohlte schwarze Bärentatze mit rotem Schnitt. Auf dem gekrönten Helm mit schwarz-silbernen Decken die Bärentatze.

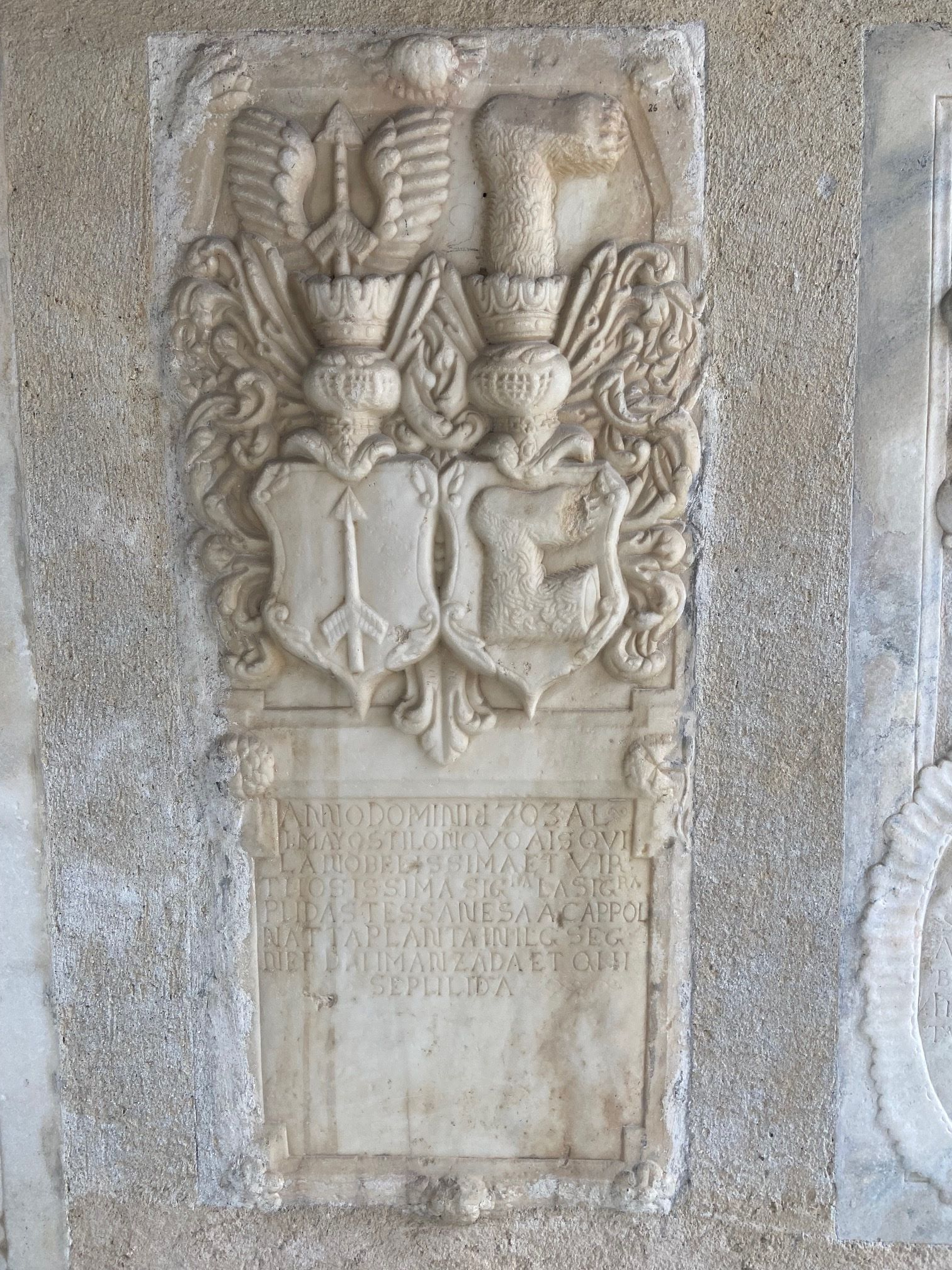
Allianzwappen Planta-Capol (Adelsgeschlecht), Epitaph der Nesa (Agnes) v. Planta 1703 in St.Maria i.M.
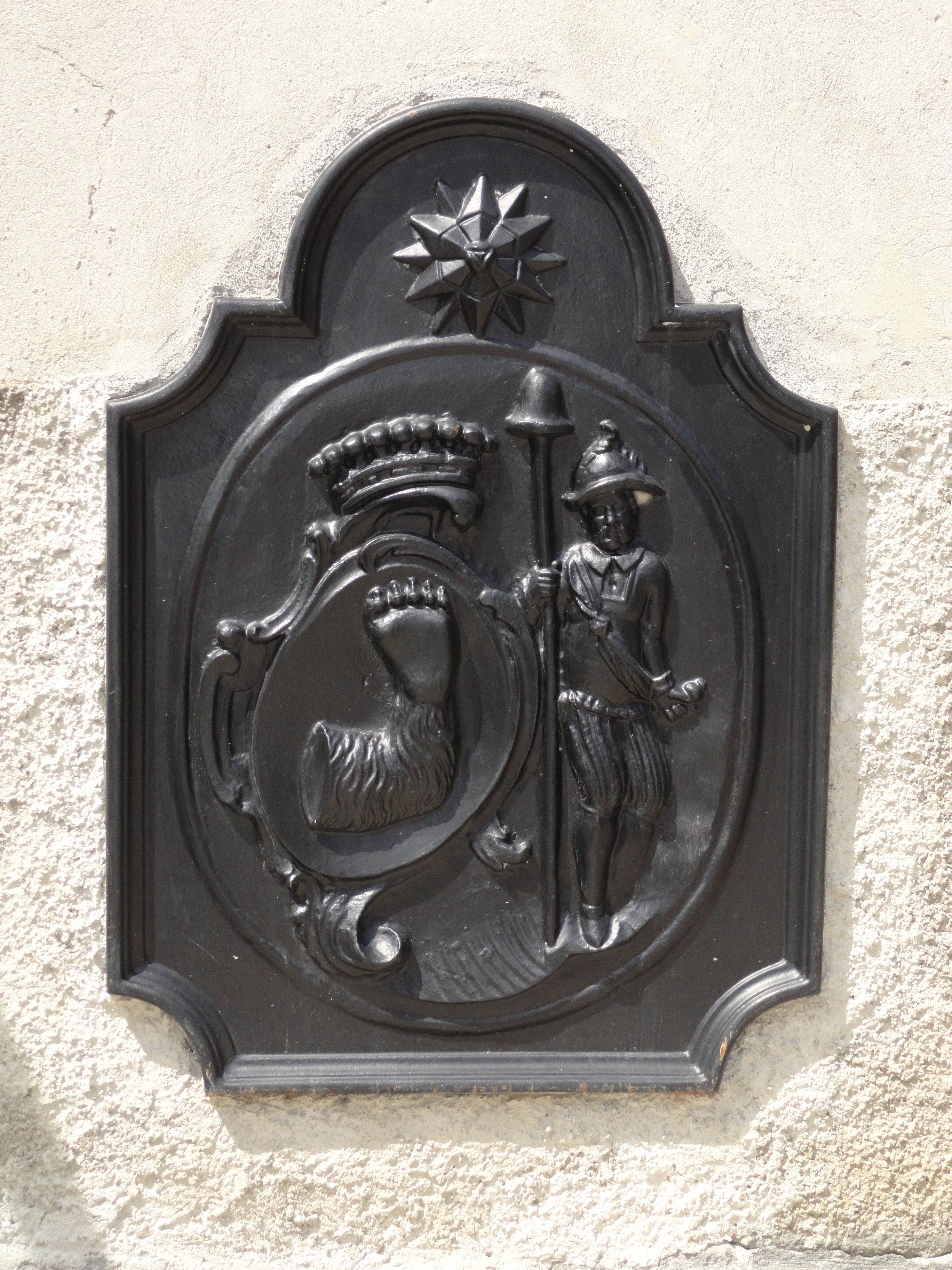
Planta-Wappen mit der Bärentatze (am Tuor Planta in Susch)
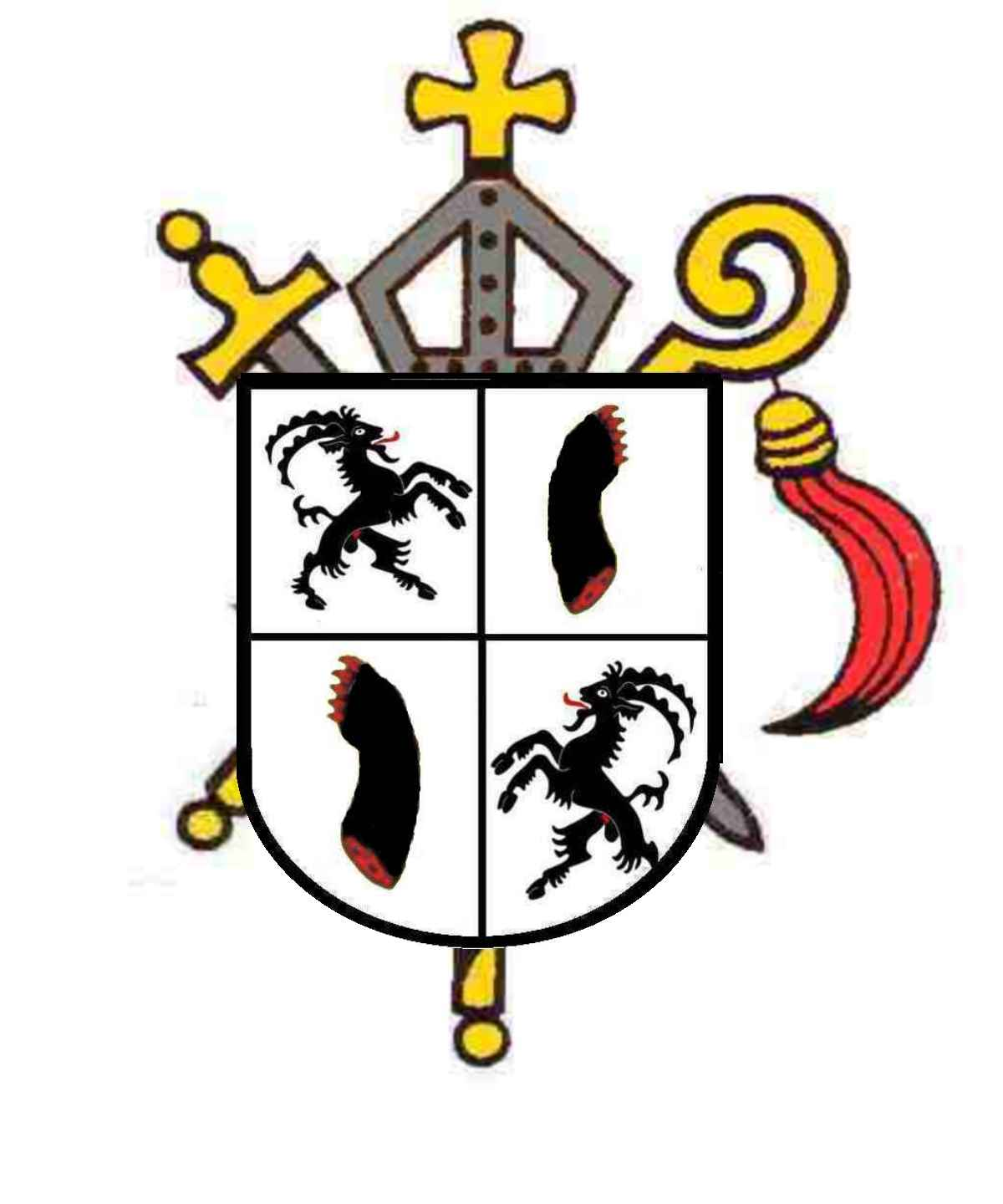
Wappen des Thomas Planta (1520–1565), ab 1559 Fürstbischof von Chur
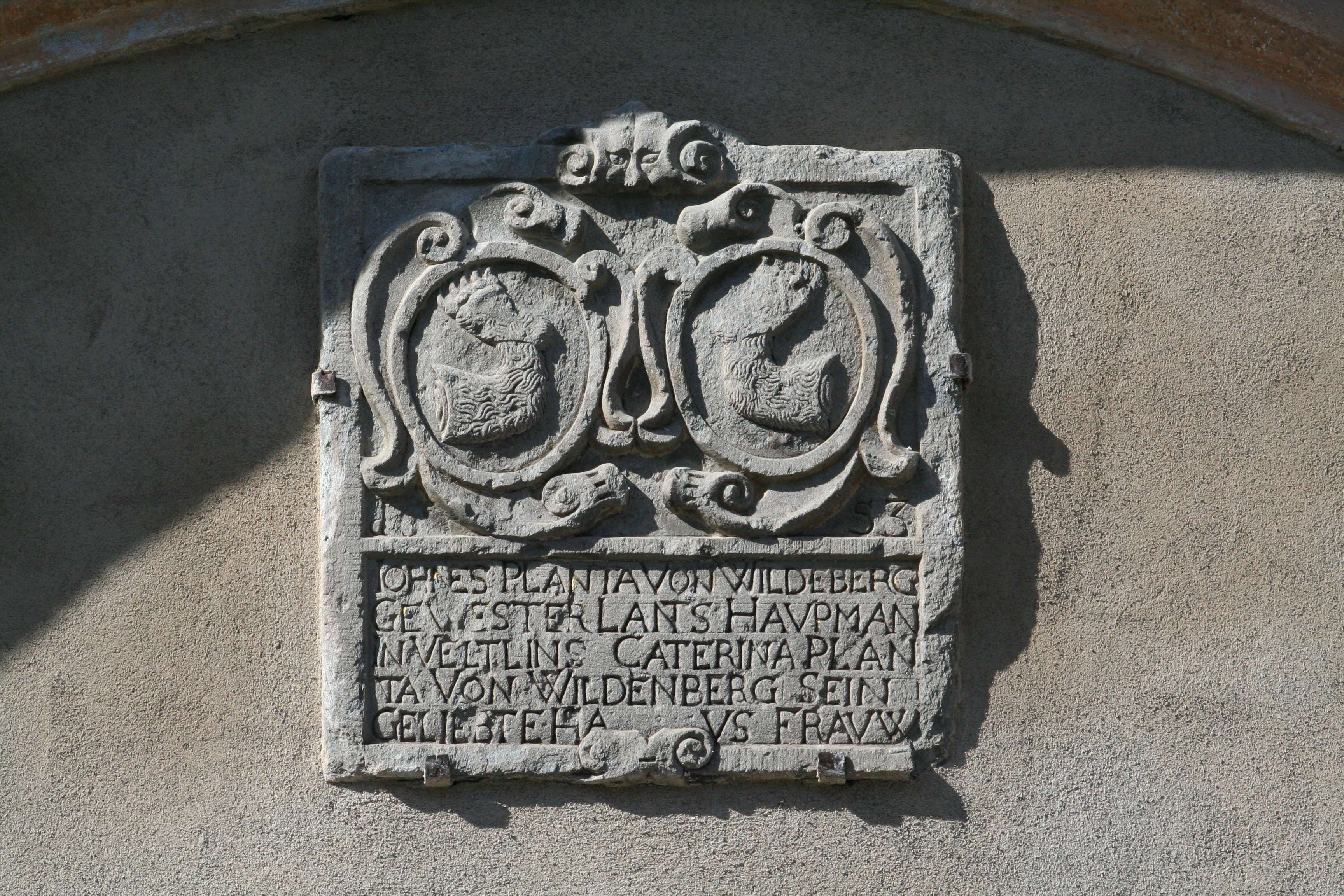
Allianzwappen des Johannes von Planta und der Caterina von Planta geb. von Planta (1653) am Schloss Wildenberg (Zernez)

## Frauen aus dem Hause Planta im Kloster Müstair
Das Kloster Sankt Johann in Müstair ist spätestens seit dem 12. Jahrhundert ein Frauenkloster. Durch seine verkehrsgünstige Lage spielte es während Jahrhunderten eine wichtige Rolle in der Politik. Zwar war es spätestens seit 1200 von Frauen bewohnt, doch blieben diese stets auch ihrer Familie verbunden. Das bedeutete auch, dass die handfesten politischen Interessen der verschiedenen Geschlechter nicht vor den Klostermauern Halt machten. Und manche Äbtissin wusste durchaus selbstbewusst aufzutreten, wenn es darum ging, die Interessen von Sankt Johann zu wahren.
Es waren adelige Damen, die in diesem Stift lebten und wirkten, darunter eine ganze Reihe aus dem Hause Planta. Urkundlich erwähnt sind:

### Konventualinnen
- Angelina; später Äbtissin
- Emerita. Gleichzeitig mit ihrer Schwester Angelina eingetreten.
- Anna. Profess 1511
- Katharina. Profess 1532

### Äbtissinnen
Fünf «Pläntinnen», wie sie sich nannten, wirkten zwischen Mitte 15. und Mitte 18. Jahrhundert als Äbtissinnen in Sankt Johann.
- Anna Planta (-Zuoz). Erstmals als Äbtissin erwähnt 1464. Sie stirbt im Jahre 1477 oder 1478.
- Angelina Planta (Zuoz). Konventualin. Wurde vom Konvent zur Nachfolgerin der verstorbenen Anna gewählt. Äbtissin 1478 bis 1510. Realisierte umfangreiche Bauvorhaben im Kloster.
- Ursula II. Planta (-Steinsberg). Profess 1561, Äbtissin 1567 bis zu ihrem Tode ca. 1585. Wehrte sich erfolgreich gegen die Aufhebung des Klosters.
- Maria Planta (-Zuoz). Profess 1596. Wahl zur Äbtissin 1608 oder 1609. Tod Mitte Dezember 1625.
- Regina Veronica Katharina Planta -Wildenberg. Profess 1687. Äbtissin von 1711 bis 1733. Die von ihr ausgehandelten bischöflichen Konstitutionen von 1728 regeln im Prinzip noch heute die Klosterordnung und die geistliche Disziplin. Regina war die letzte bündnerische Äbtissin von Müstair. Ihre Nachfolgerinnen stammten aus dem heutigen Südtirol.

Gemäss nicht gesicherten Quellen soll bereits um das Jahr 1000 eine erste Äbtissin das Kloster geführt haben.
Vier Frauen aus der gleichen Familie werden im gleichen Verzeichnis als Äbtissinnen genannt: Angelina 1110, Anna 1220, Catharina 1306 und Anna 1430. Würde das zutreffen, hätten zwischen 1000 und 1733 zehn Frauen aus der Familie Planta im Kloster Müstair gelebt.

## Wichtige Vertreter in Politik und Kirche (Auswahl)
- Thomas Planta, (um 1370); Ritter und Ammann im Oberengadin, Mitbesiegler der Gründungsurkunde des Gotteshausbundes[5]
- Johann Planta von Wildenberg (um 1500–1572); Landeshauptmann im Veltlin, galt als reichster und mächtigster Mann Rätiens, Herr von Schloss Rhäzüns und Hohentrins[6]
- Thomas Planta (1520–1565); Bischof von Chur von 1549 bis 1565
- Johann von Planta († 1572), Schweizer Adliger
- Rudolf von Planta (1569–1638), Anführer der spanisch-österreichischen Partei
- Pompejus Planta (1570–1621); Führer der spanisch-österreichischen Partei in den Bündner Wirren, Bruder des Rudolf
- Ambrosius Planta von Wildenberg (1606–1668); Oberstleutnant in spanischen Diensten, Bundeslandammann des Zehngerichtenbundes[7]
- Martin Planta (1727–1772), Schweizer reformierter Geistlicher und Pädagoge
- Peter Planta von Wildenberg (1734–1805), Unterengadiner Landammann und Landeshauptmann im Veltlin, letzter männlicher Vertreter der Zernezer Linie[8]
- Gaudenz Planta von Samaden (1757–1834), Anwalt und Staatsmann, genannt «Der Bär»[9]
- Peter Conradin von Planta (1815–1902); Jurist, Kantonsgerichtspräsident, Grossrat, Ständerat und Nationalrat[10]
- Andreas Rudolf von Planta (1819–1889), Jurist, Unternehmer und Präsident des Nationalrats
- Franz Albert von Planta-Zuoz (1838–1908), Schweizer Unternehmer und Politiker
- Alfred von Planta (1857–1922), Schweizer Jurist, Politiker, Industrieller und Diplomat, Präsident des Schweizer Nationalrates
- Louis von Planta (1917–2003), Schweizer Manager
- Renaud de Planta (1963–), Schweizer Bankier

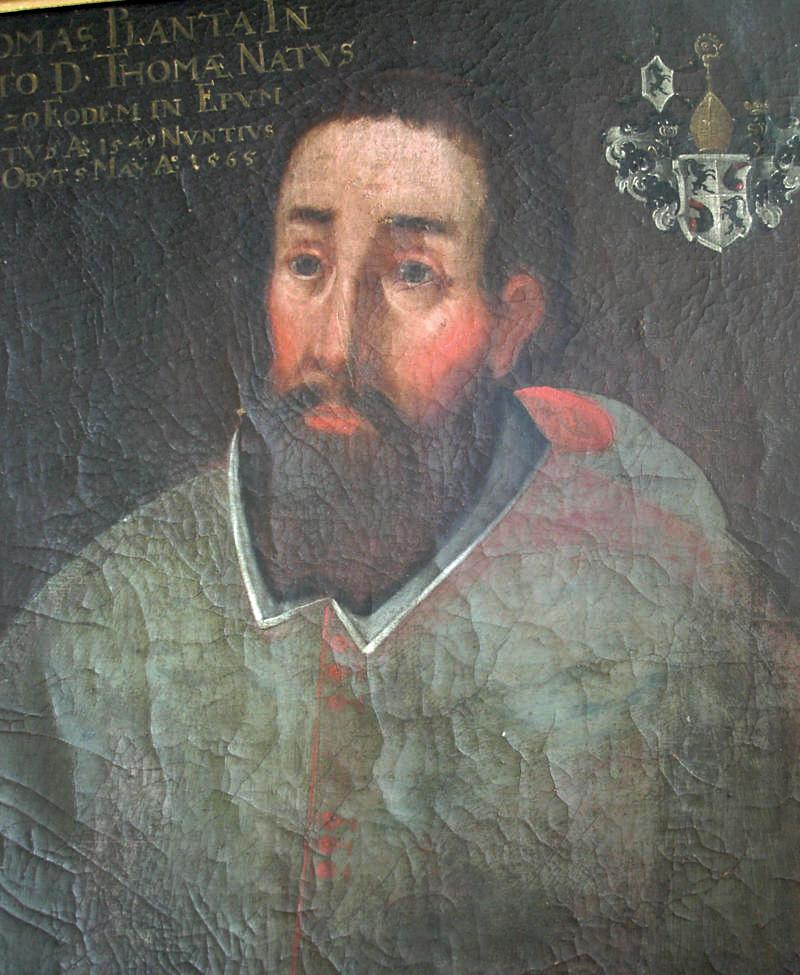
Thomas Planta (1520–1565), Fürstbischof von Chur
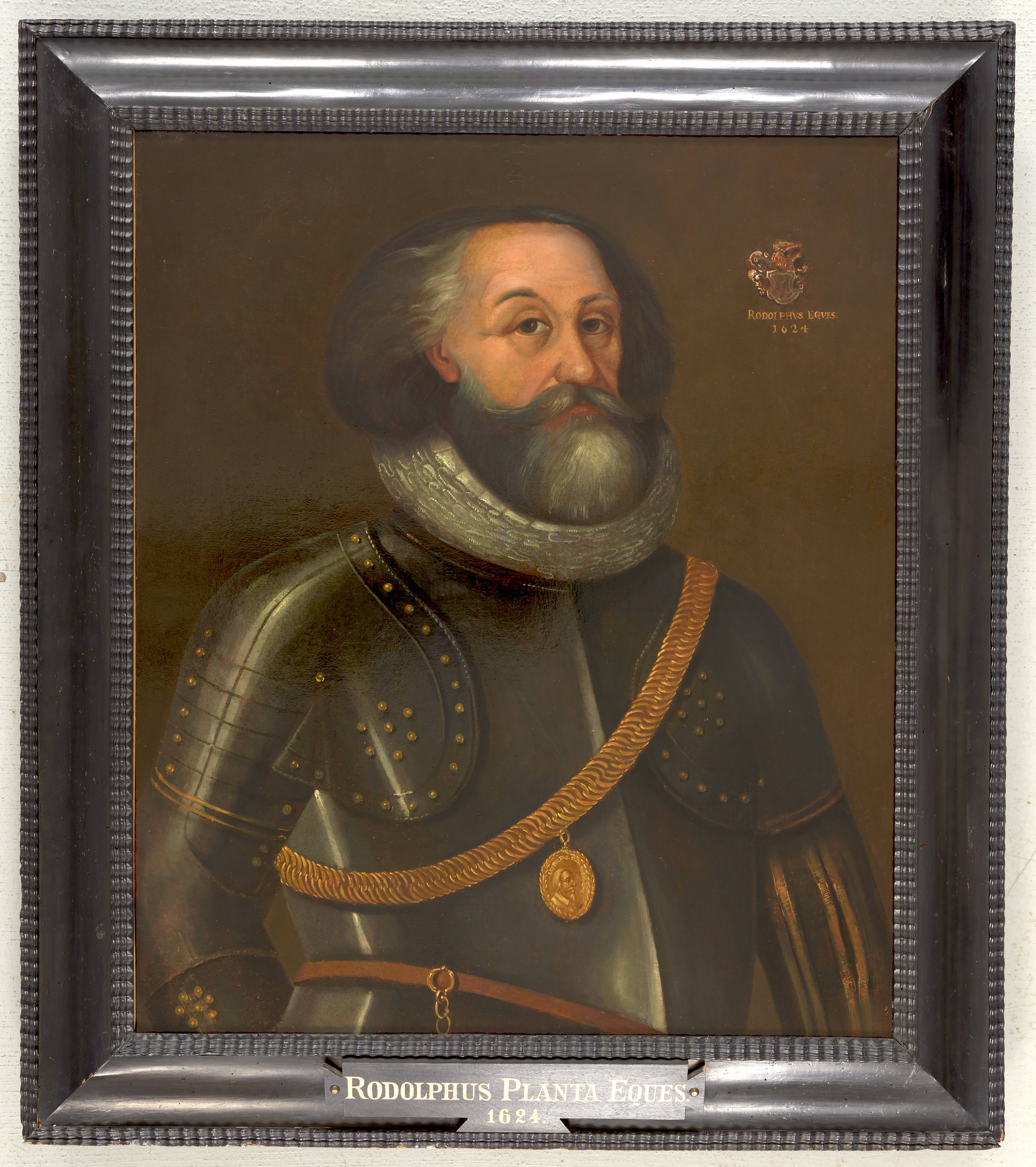
Rudolf von Planta (1569–1638), Anführer der spanisch-österreichischen Partei in den Bündner Wirren
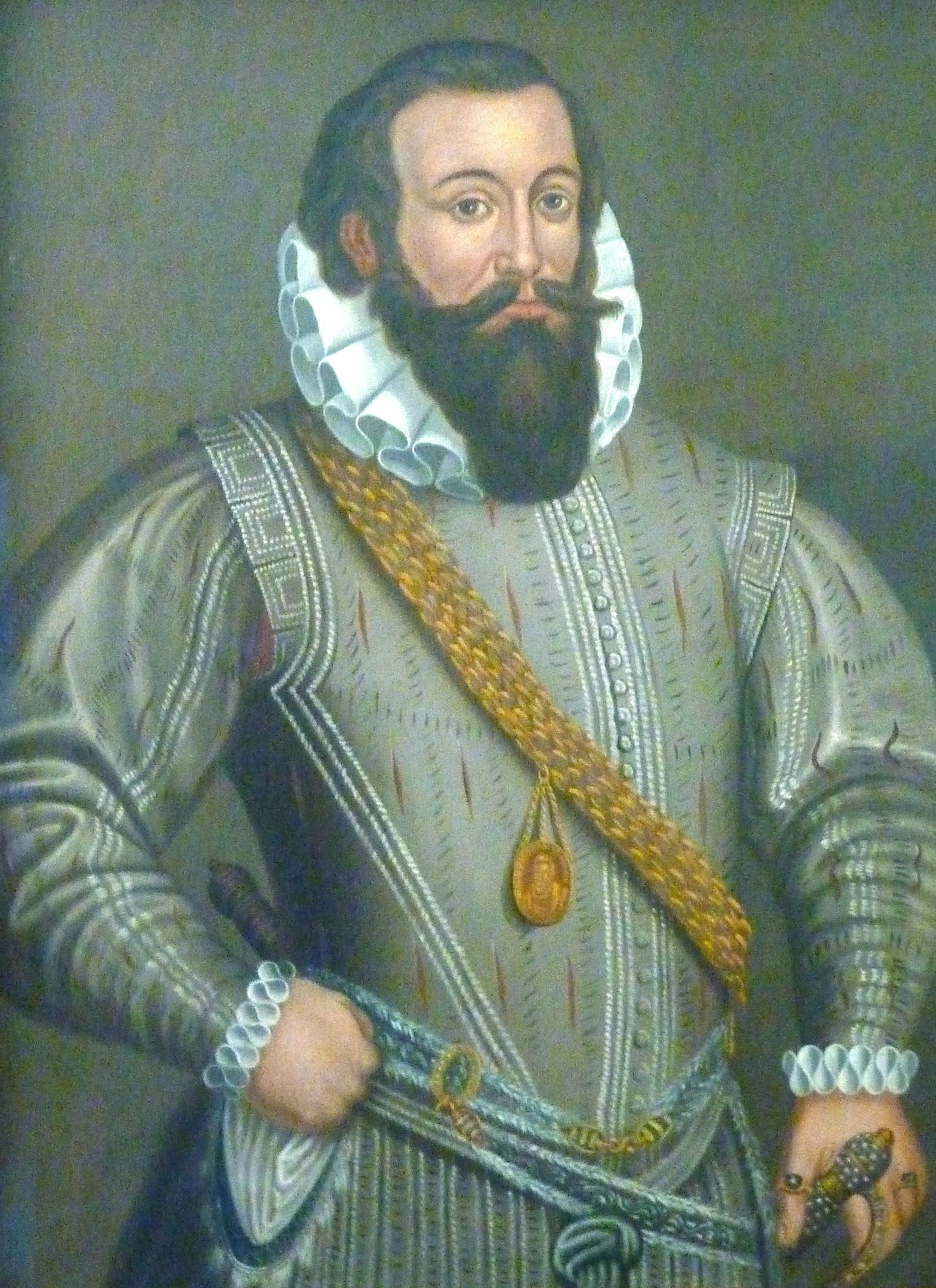
Pompejus von Planta (1570–1621), Anführer der spanisch-österreichischen Partei
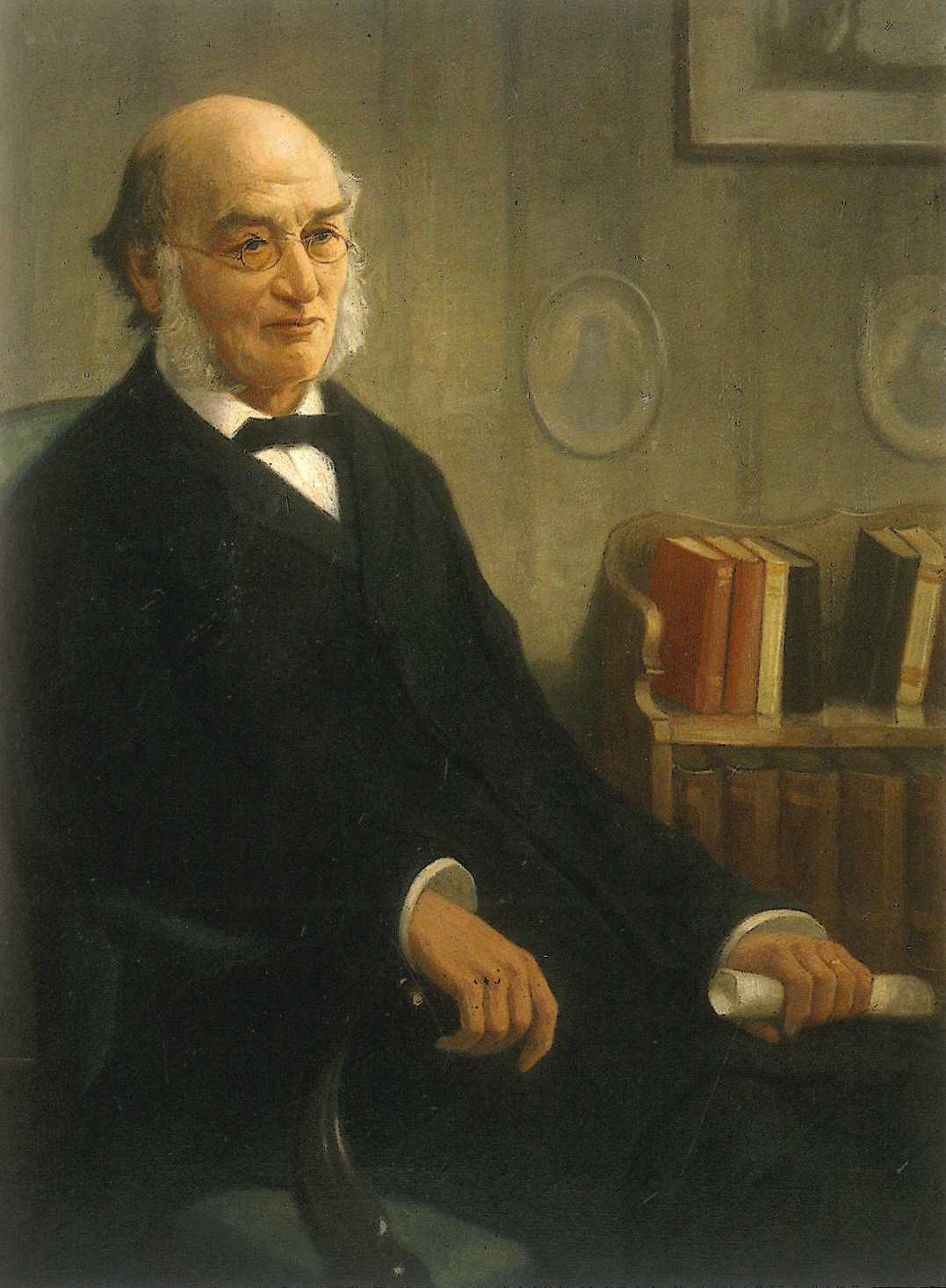
Peter Conradin von Planta (1815–1902); Jurist, Nationalrat
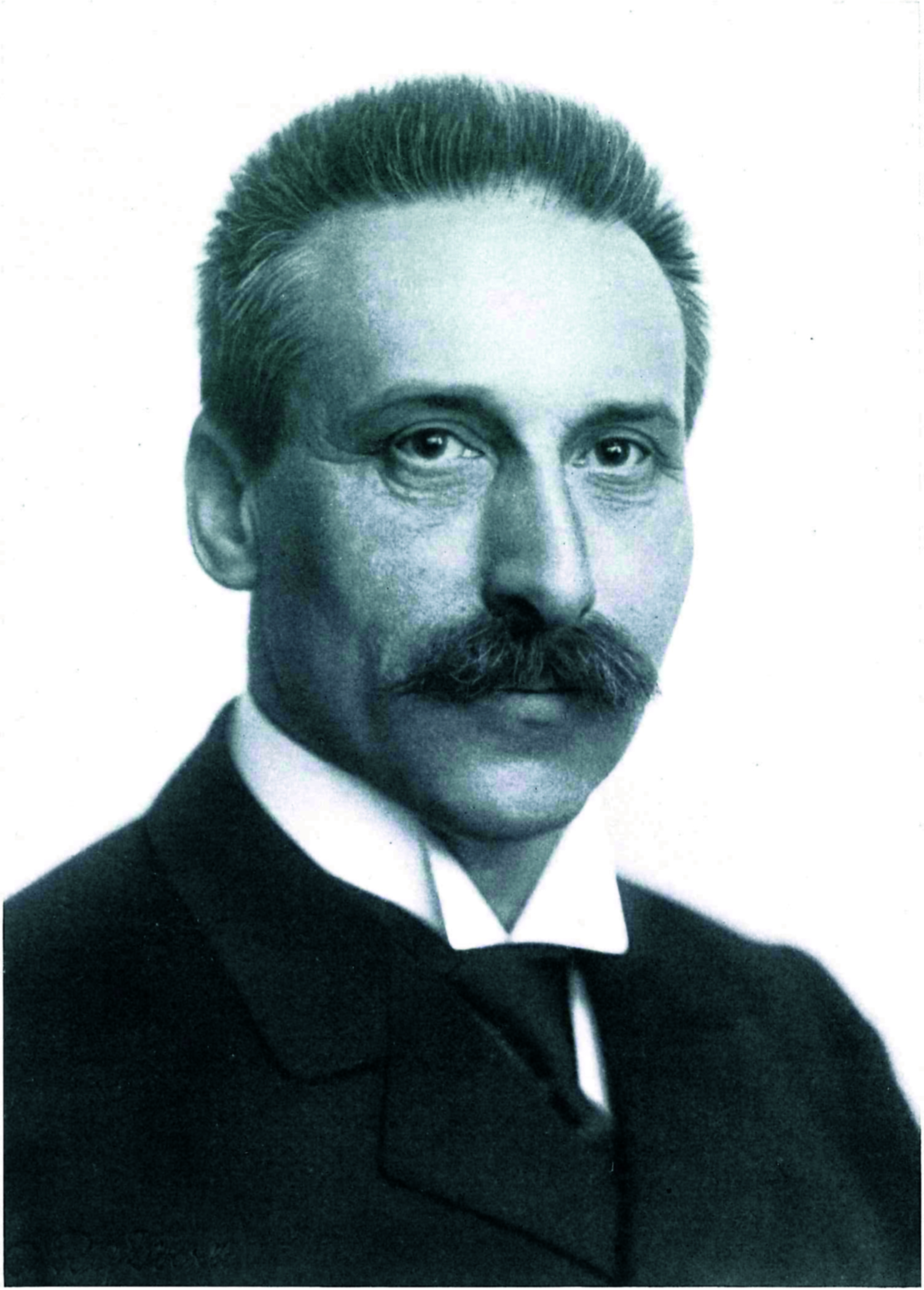
Alfred von Planta (1857–1922), Präsident des Schweizer Nationalrates

## Bauten und Besitzungen
Die folgenden Herrensitze gehörten (oder gehören bis heute) verschiedenen Linien der Familie:

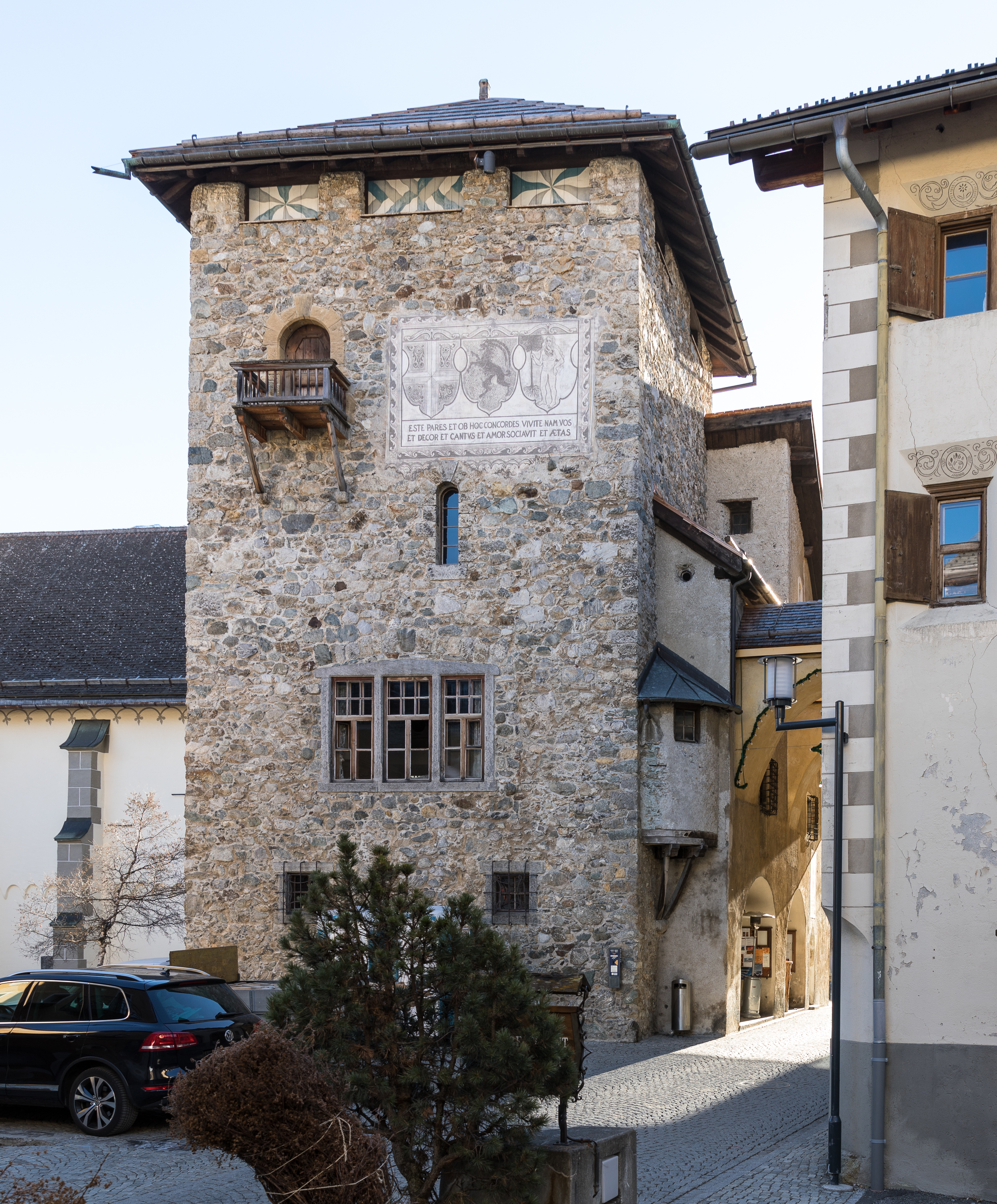
Plantaturm in Zuoz, erbaut um 1200
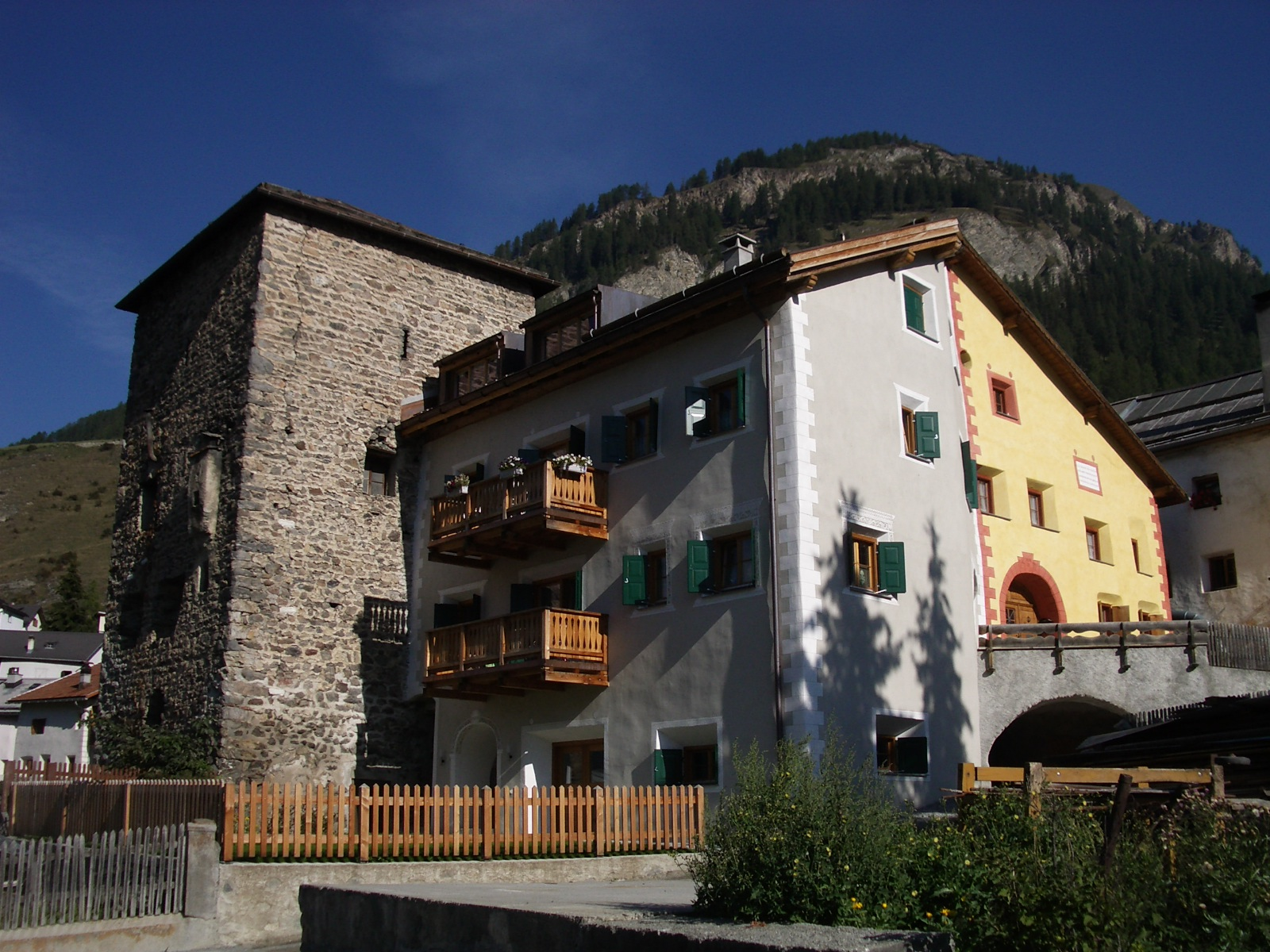
Der Plantaturm in Ardez, 13. Jh.
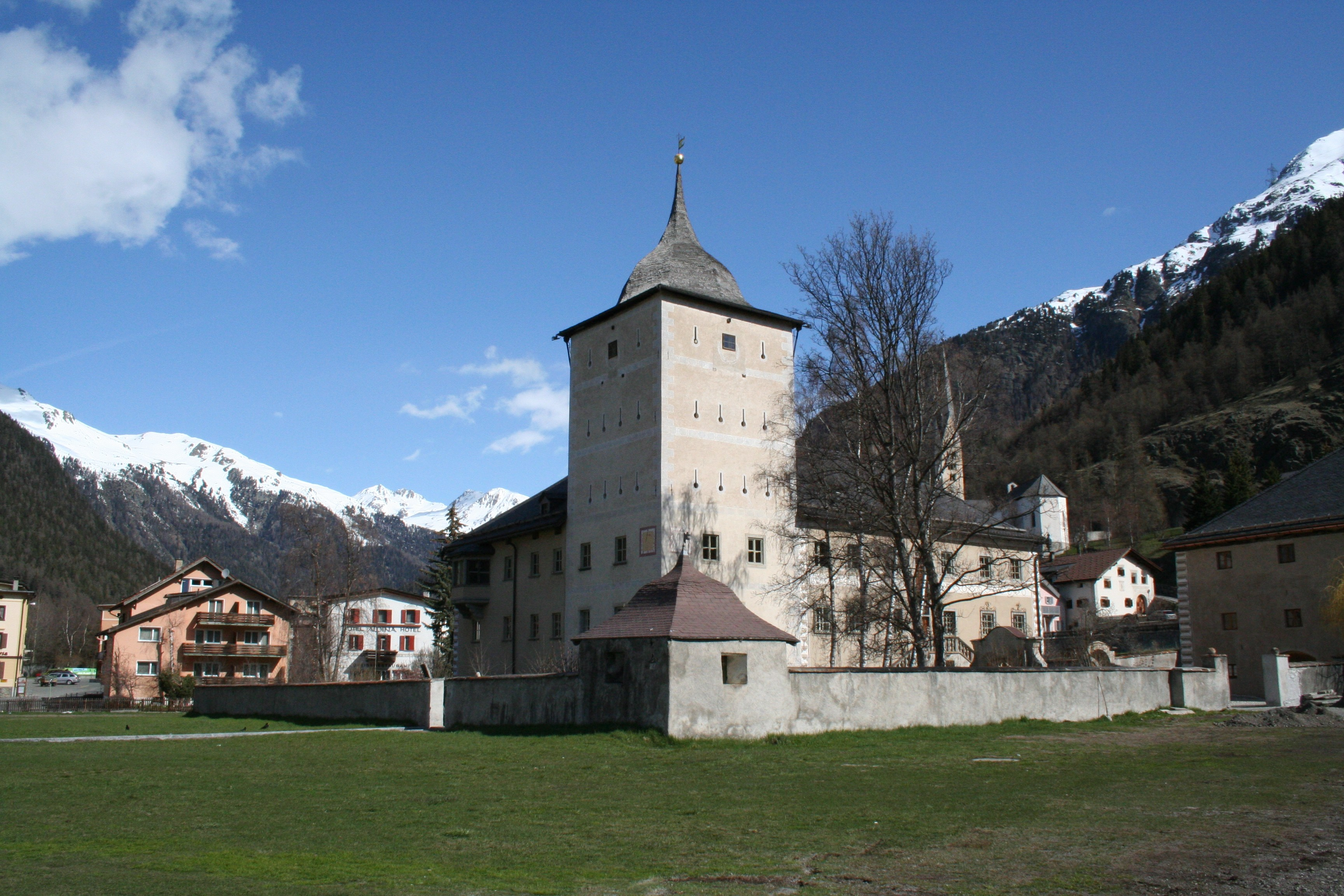
Schloss Wildenberg (Zernez), von 1302 bis 1850 im Familienbesitz
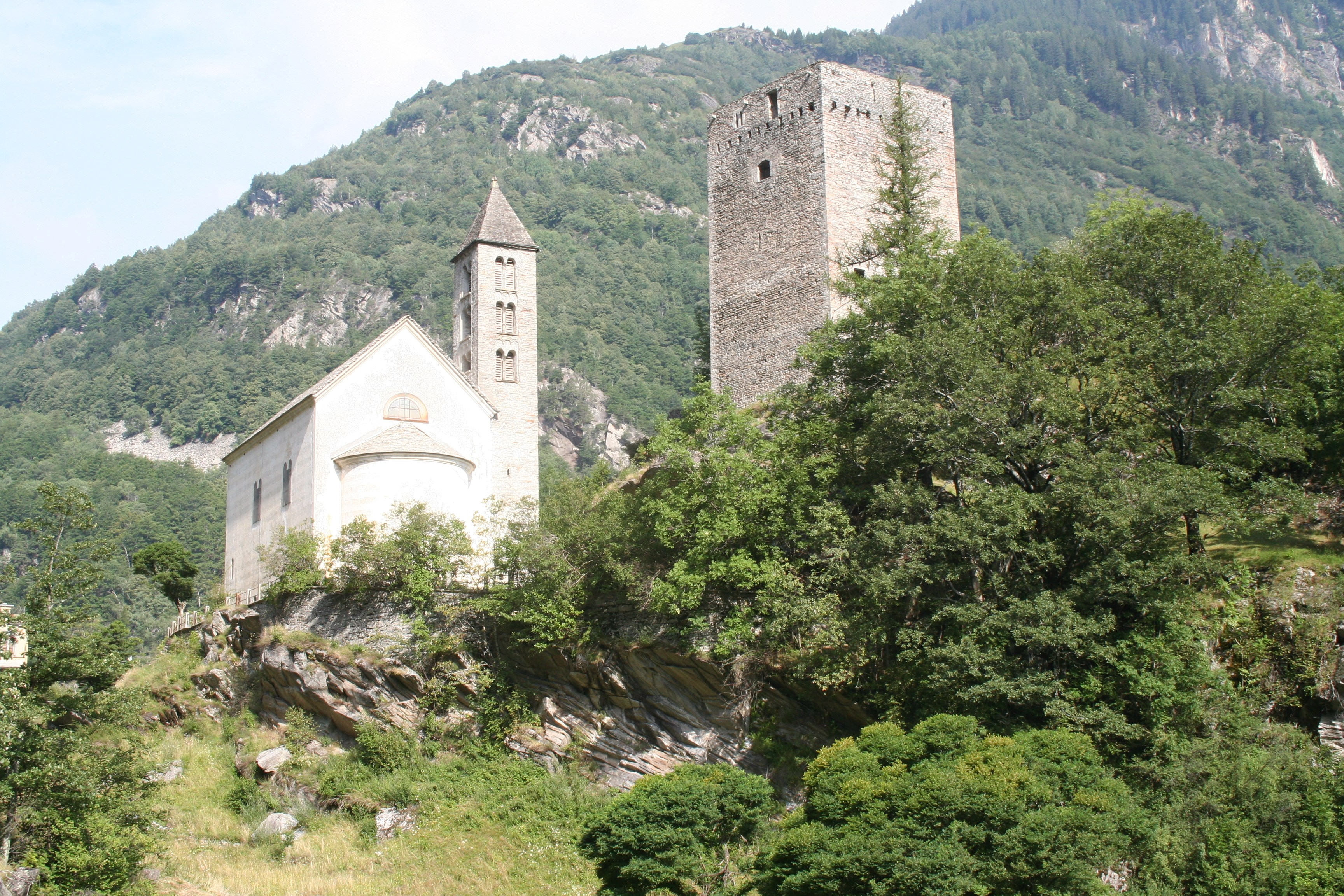
Burg Castelmur (ab 1340 im Pfandbesitz d. Fam.)
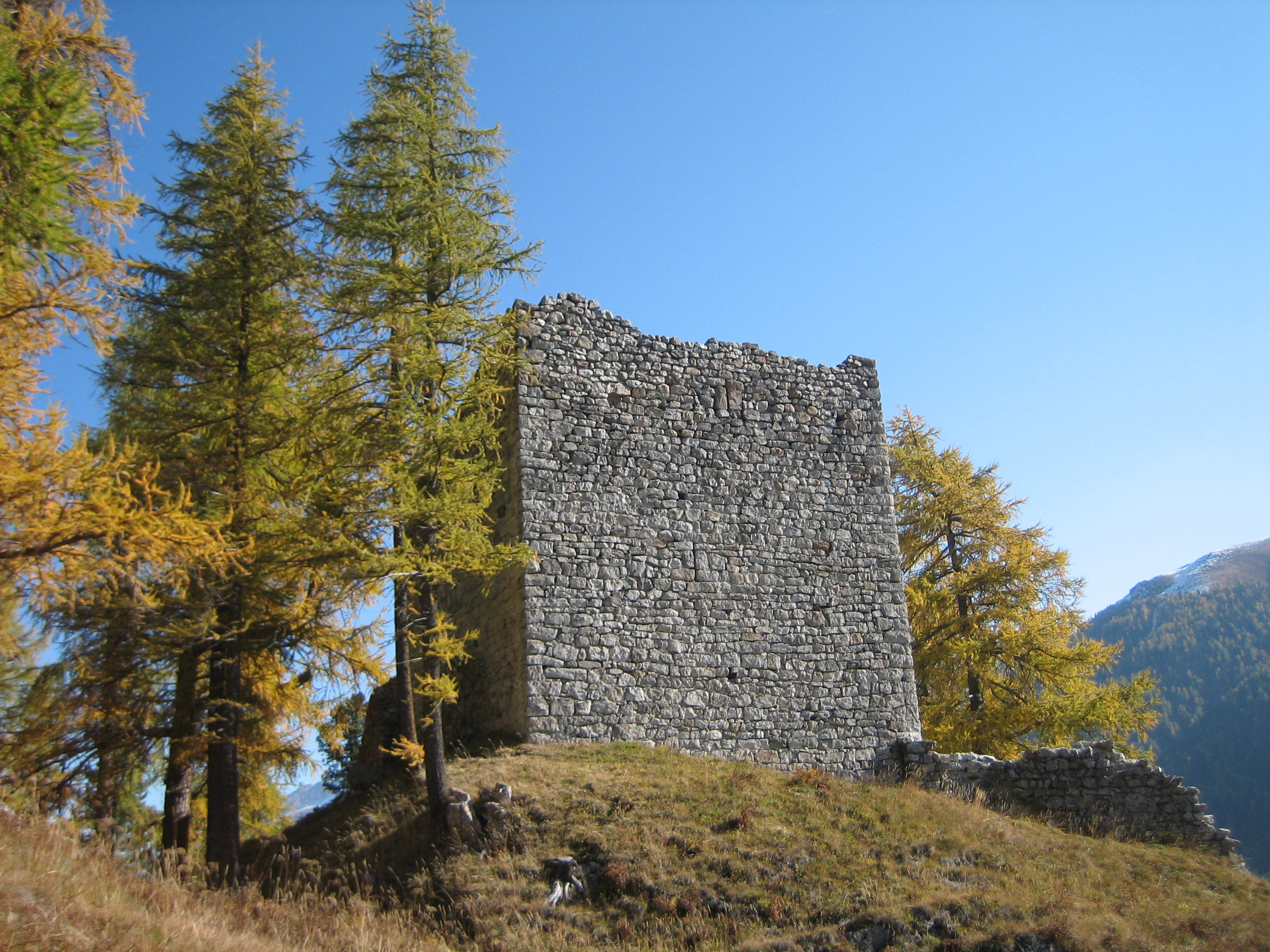
Burg Guardaval (im 14. Jh. im Besitz d. Fam.)
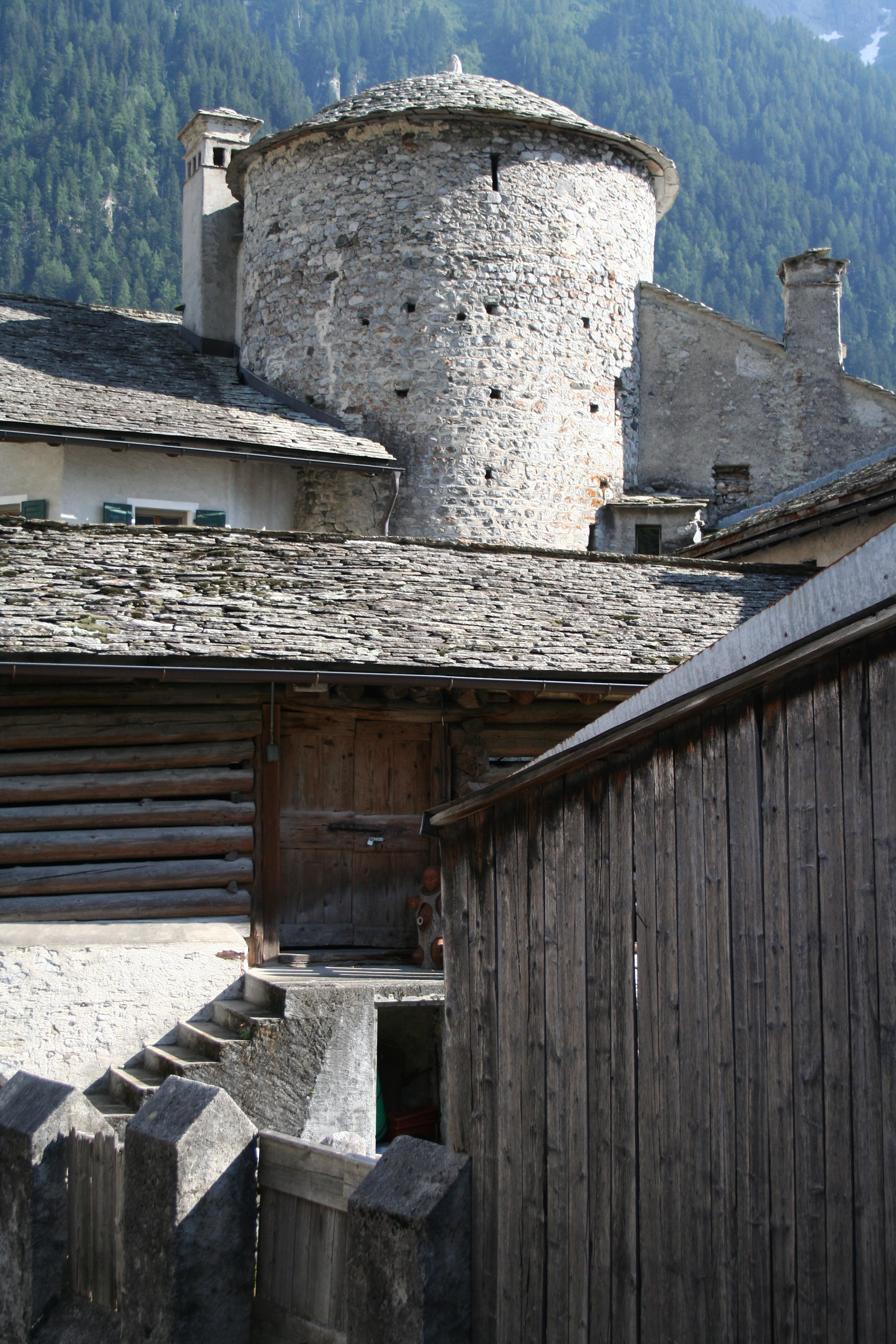
Senvelenturm (14.–15. Jh. im Besitz d. Fam.)
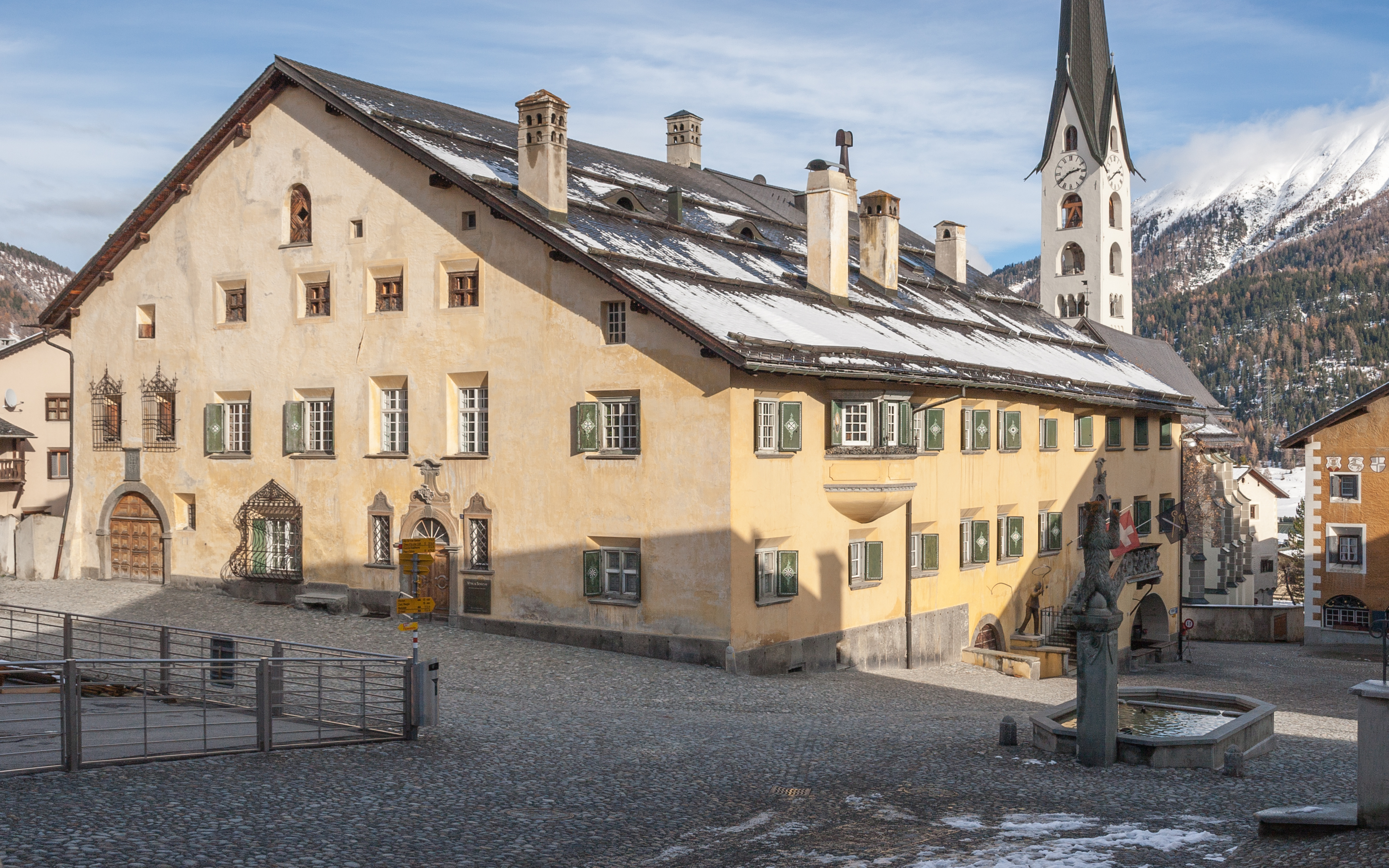
Oberes und unteres Planta-Haus in Zuoz (erbaut im 16. Jh. unter Einbezug von Wohntürmen)
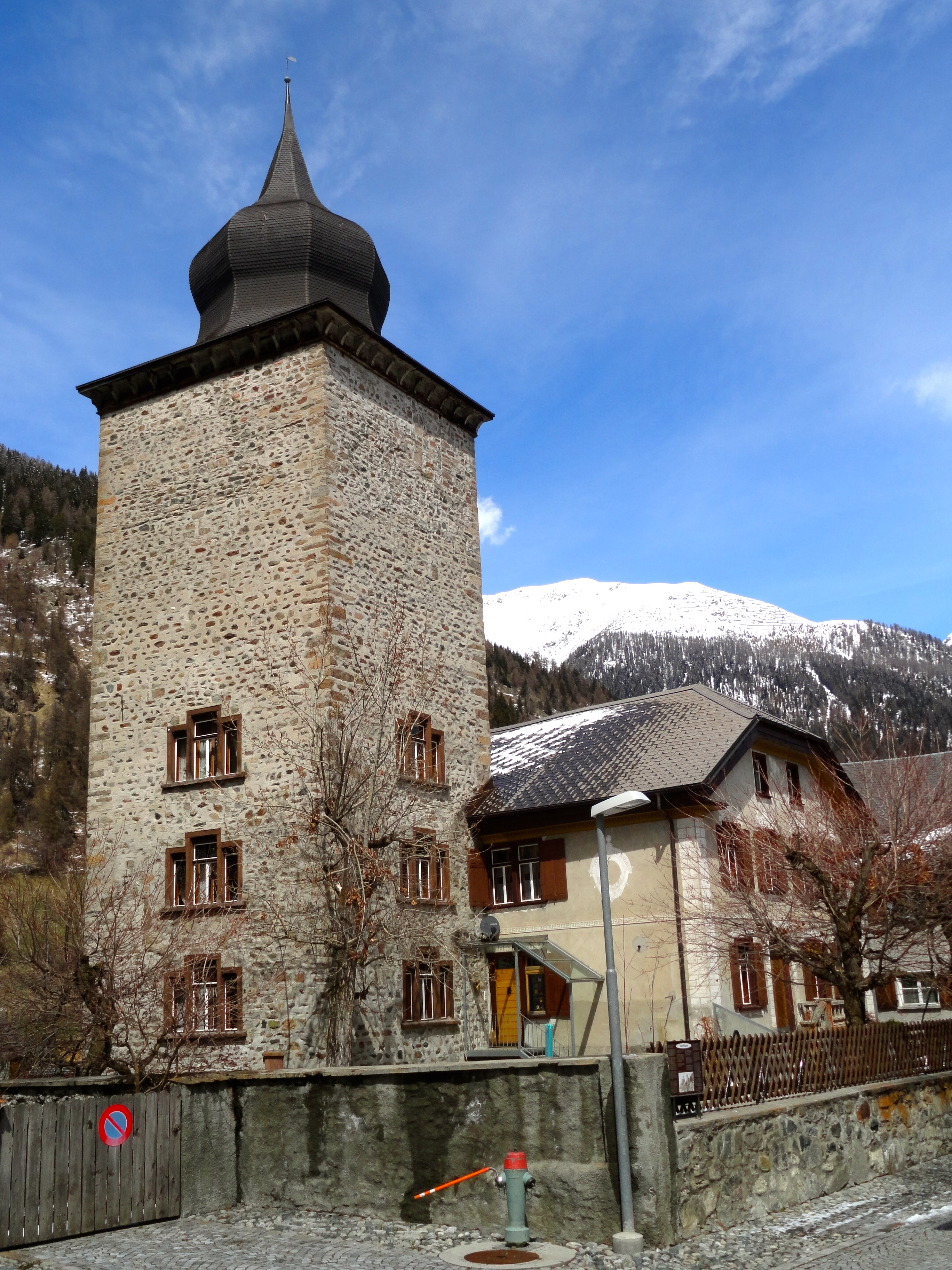
Tuor Planta in Susch, ab ca. 1500 und erneut seit 1926 bis heute im Familienbesitz
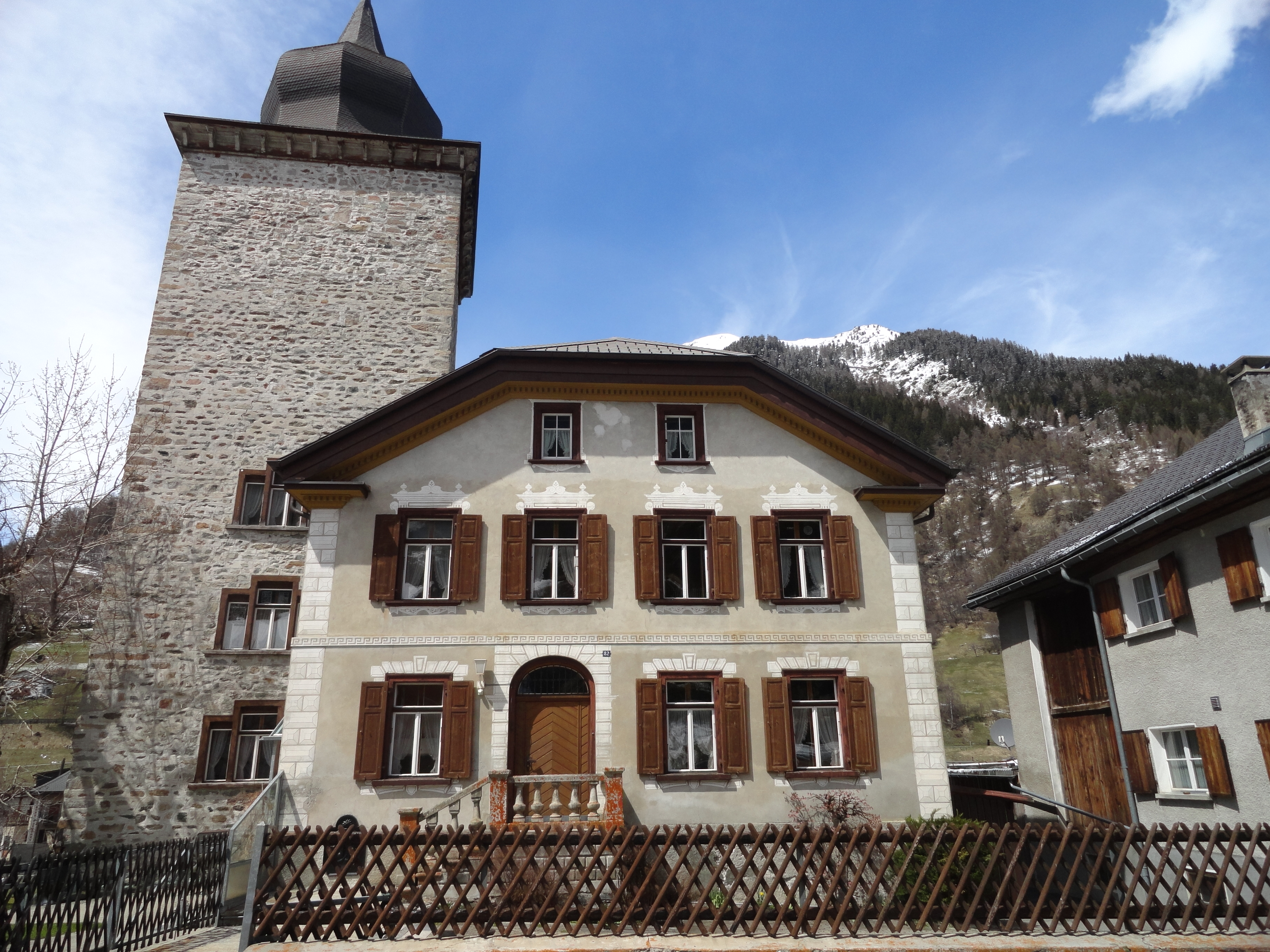
Haus am Tuor Planta in Susch
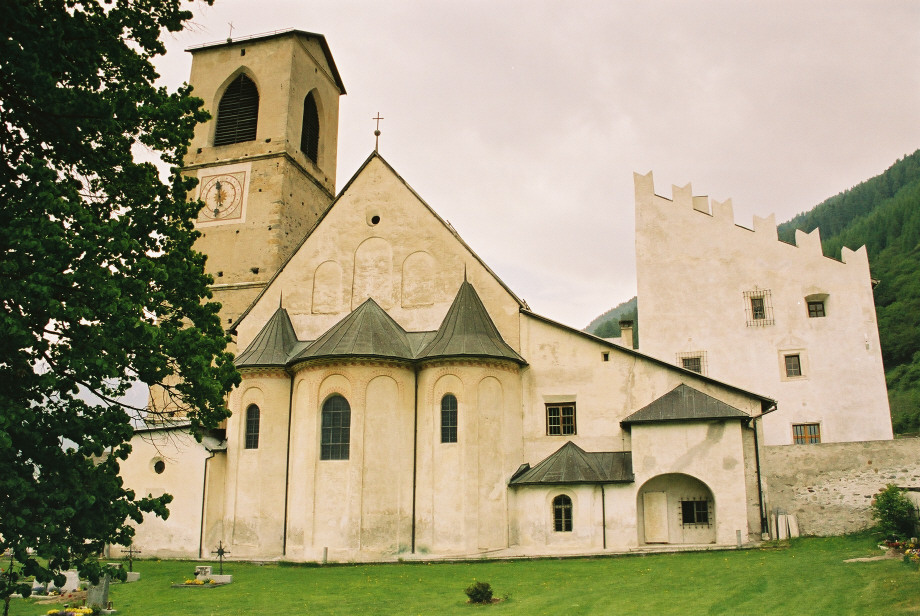
Kloster Müstair mit Plantaturm (rechts), Wehrturm von 960, unter Äbtissin Angelina Planta ab 1499 neu ausgebaut
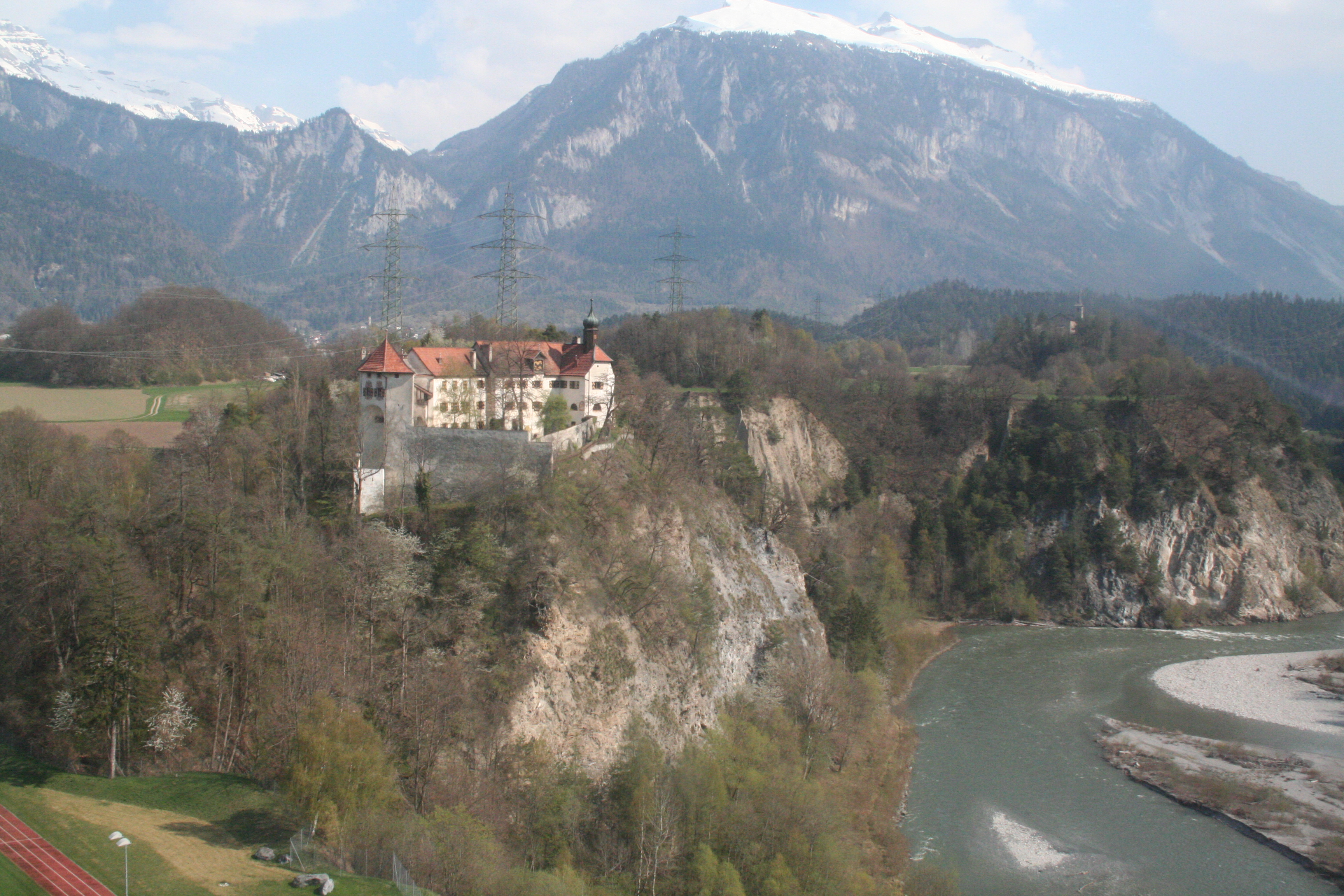
Schloss Rhäzüns (unter Johannes Planta von Wildenberg um 1590 erweitert)
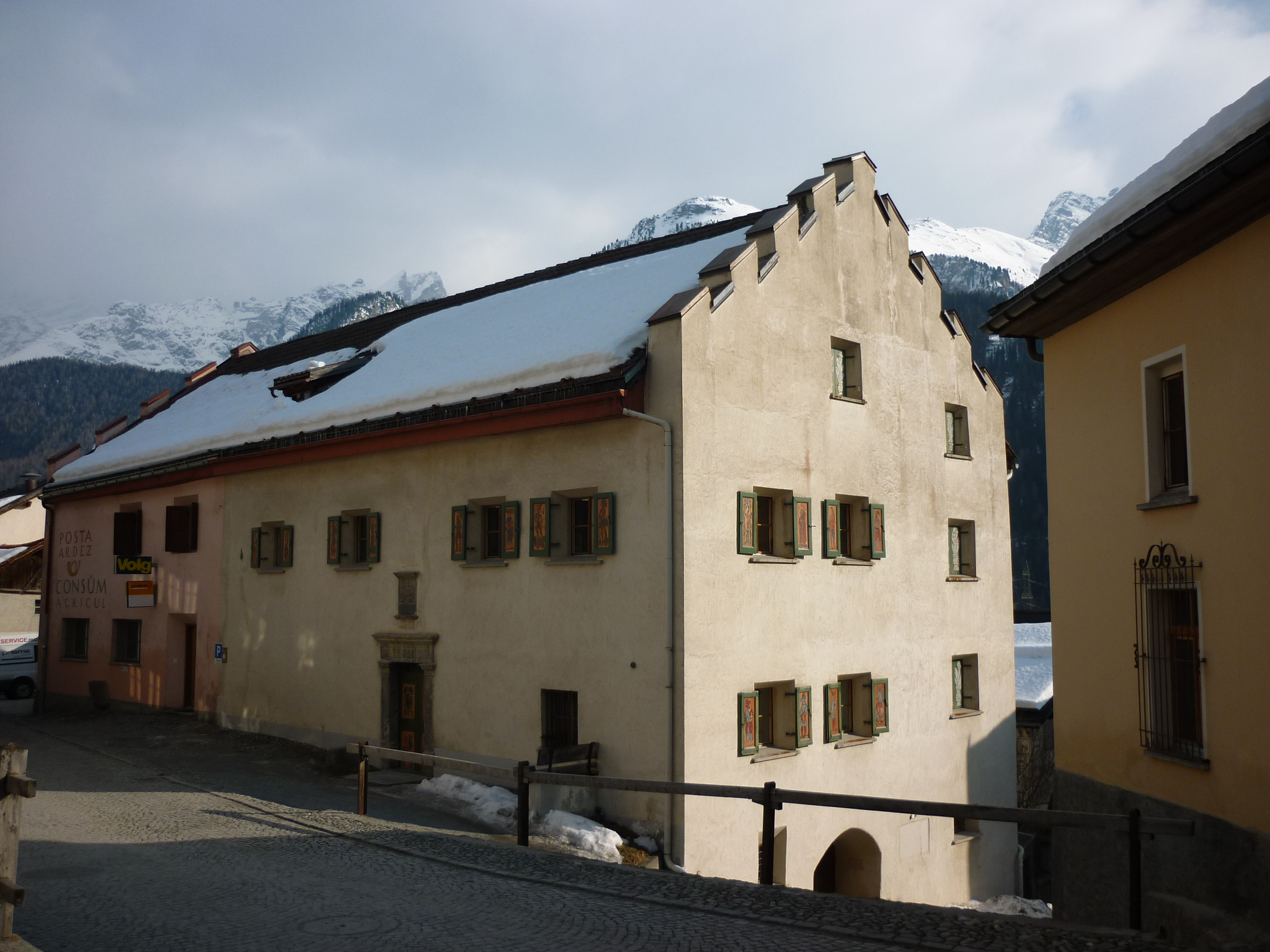
Haus Balthasar v. Planta, Ardez (erbaut 1600)
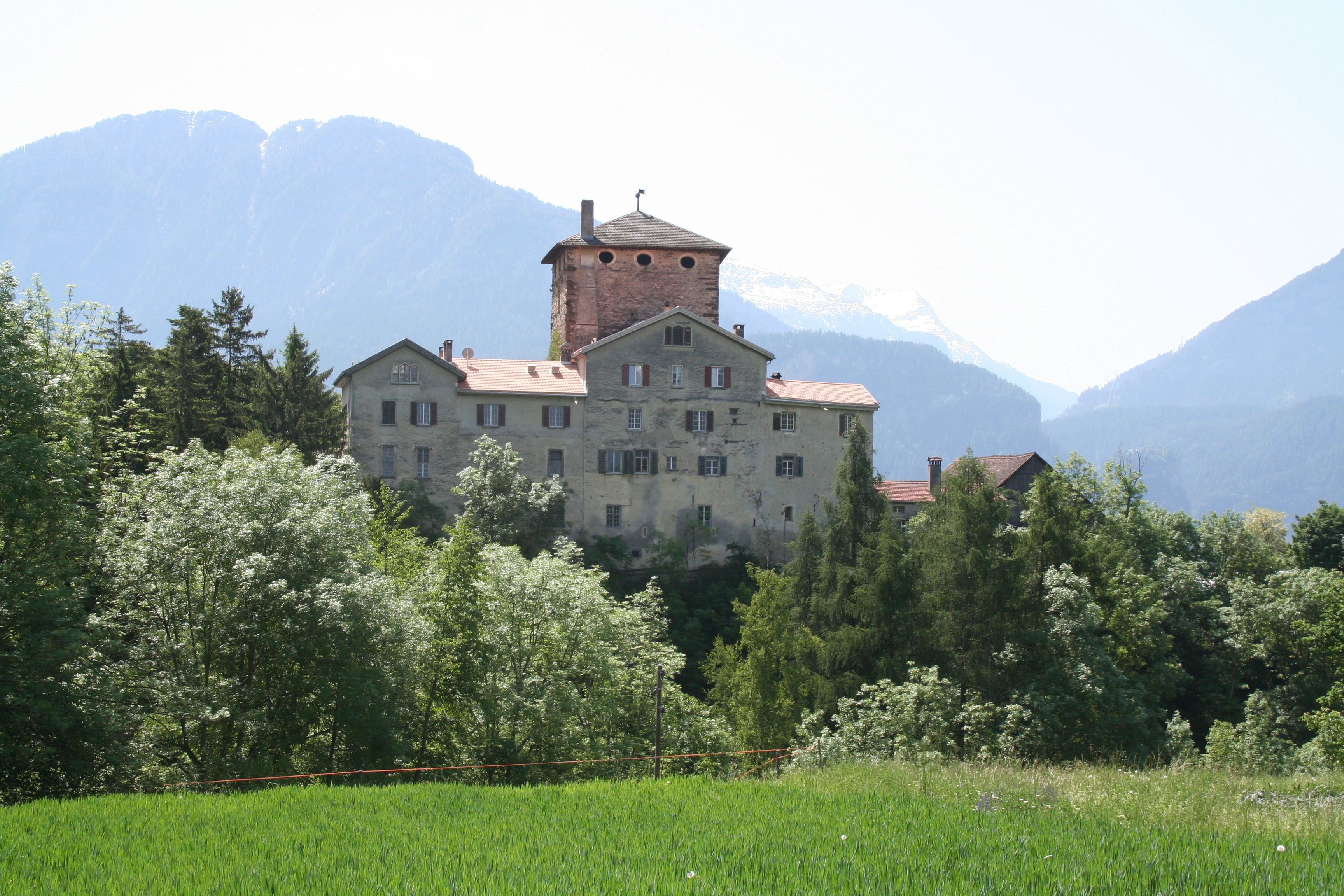
Schloss Rietberg, 1617 hälftig durch Pompejus von Planta erworben, 1758 an die von Buol verkauft
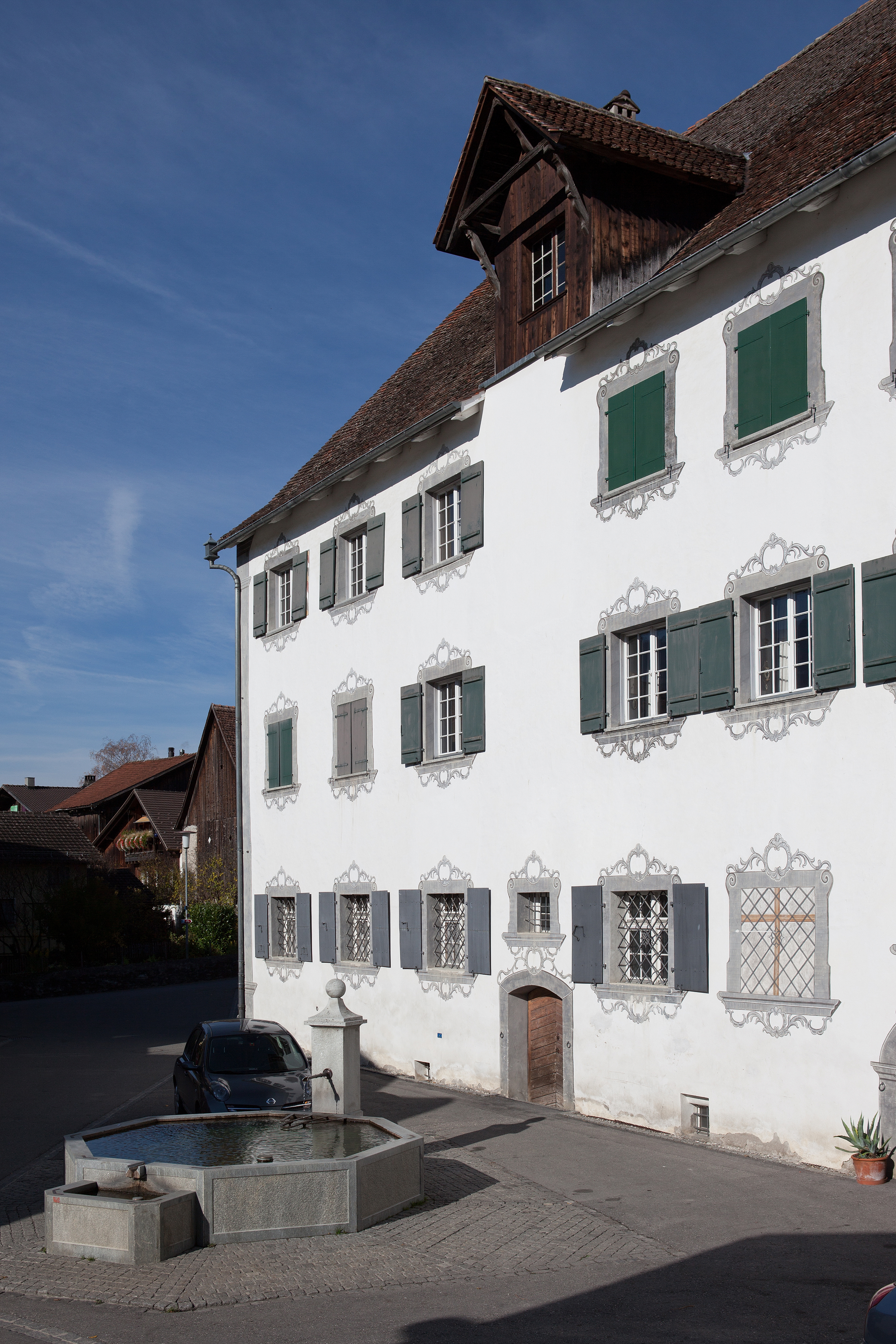
Unteres Planta-Haus in Malans, erbaut um 1684 für Ambrosius und Gubert v. Planta-Wildenberg
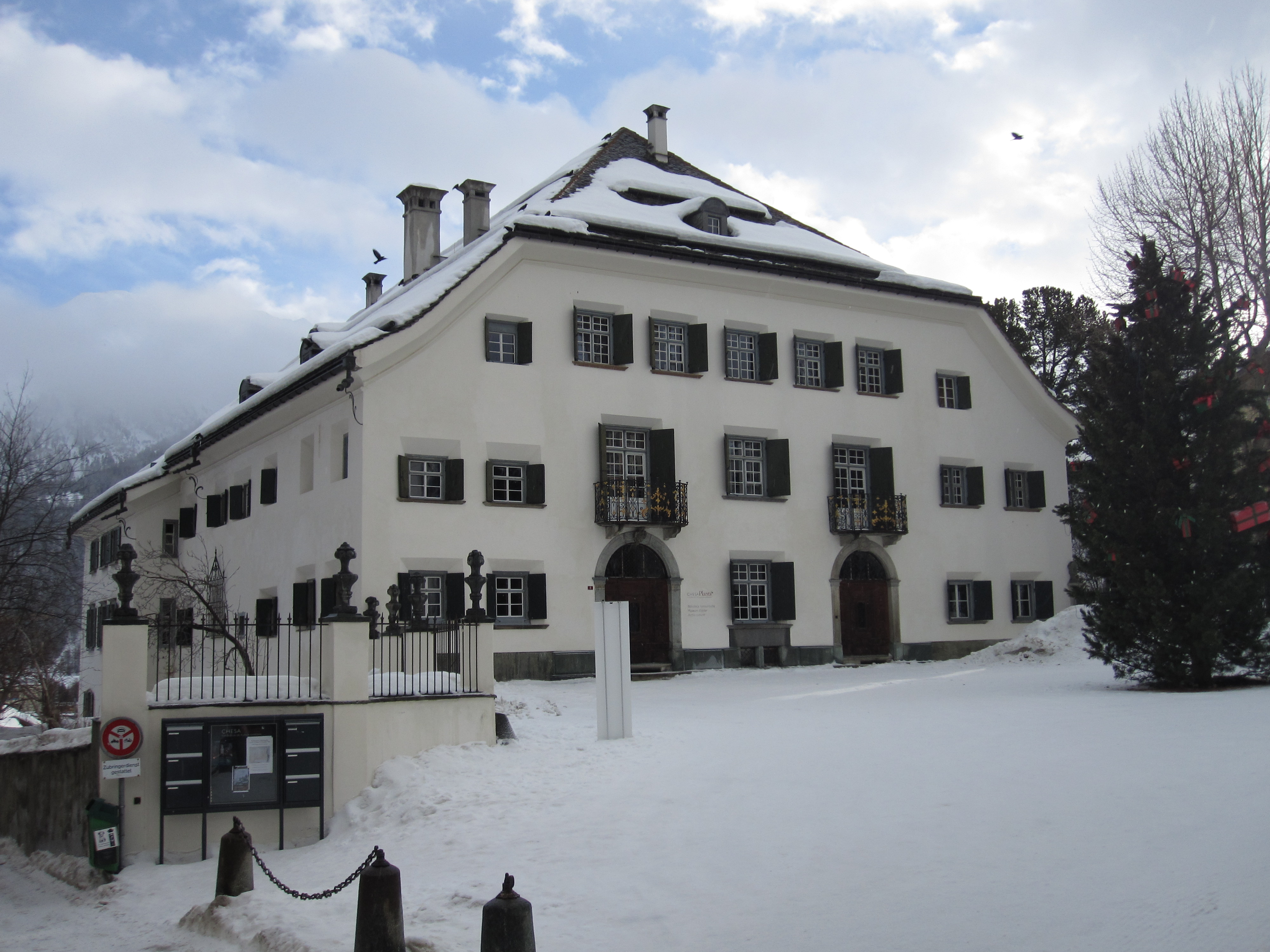
Chesa Planta in Samedan (erbaut 1595 von den von Salis, ab 1817 im Besitz der von Planta)
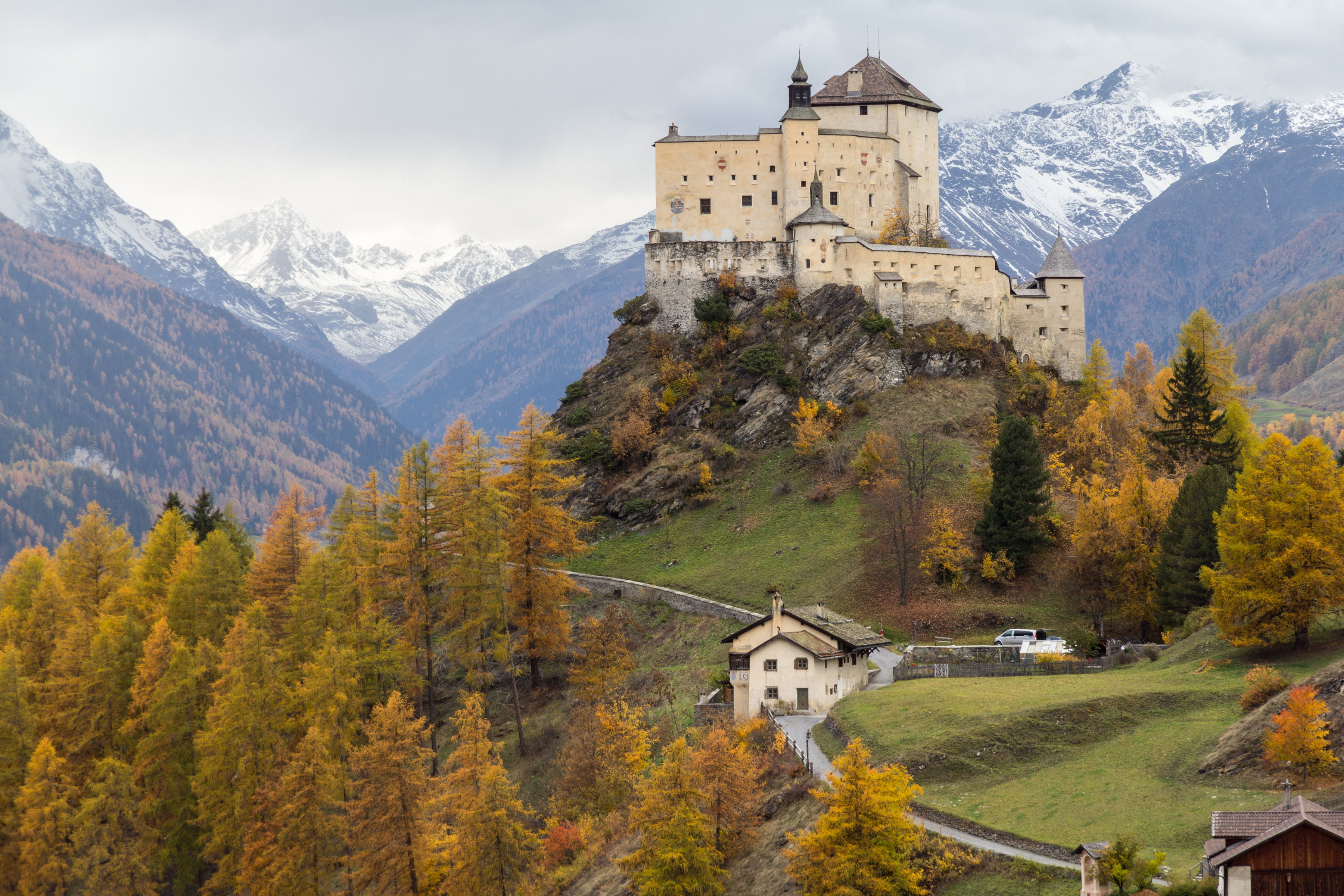
Schloss Tarasp, 1856 bis 1900 im Besitz der Familie
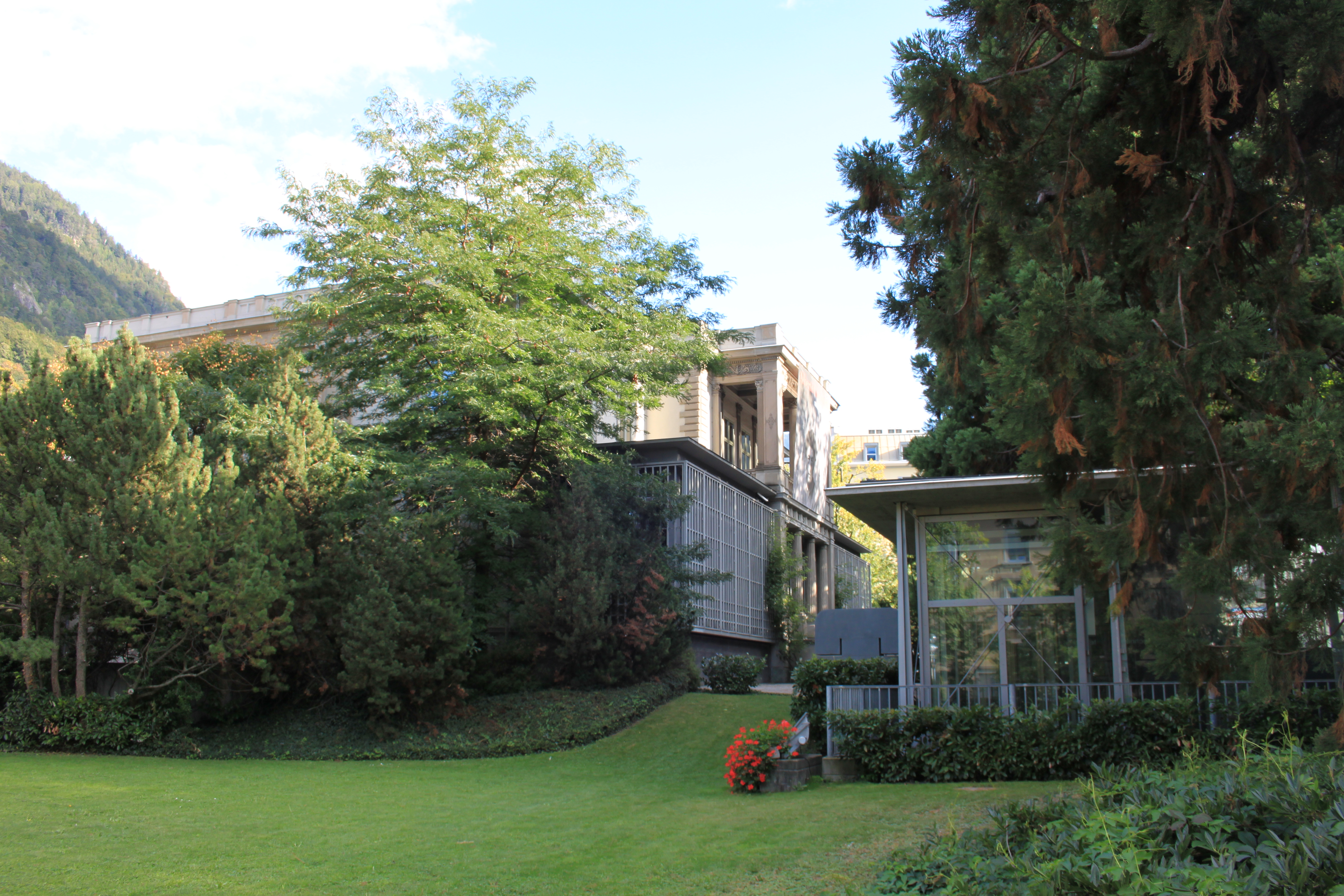
Villa Planta in Chur (19. Jh.)
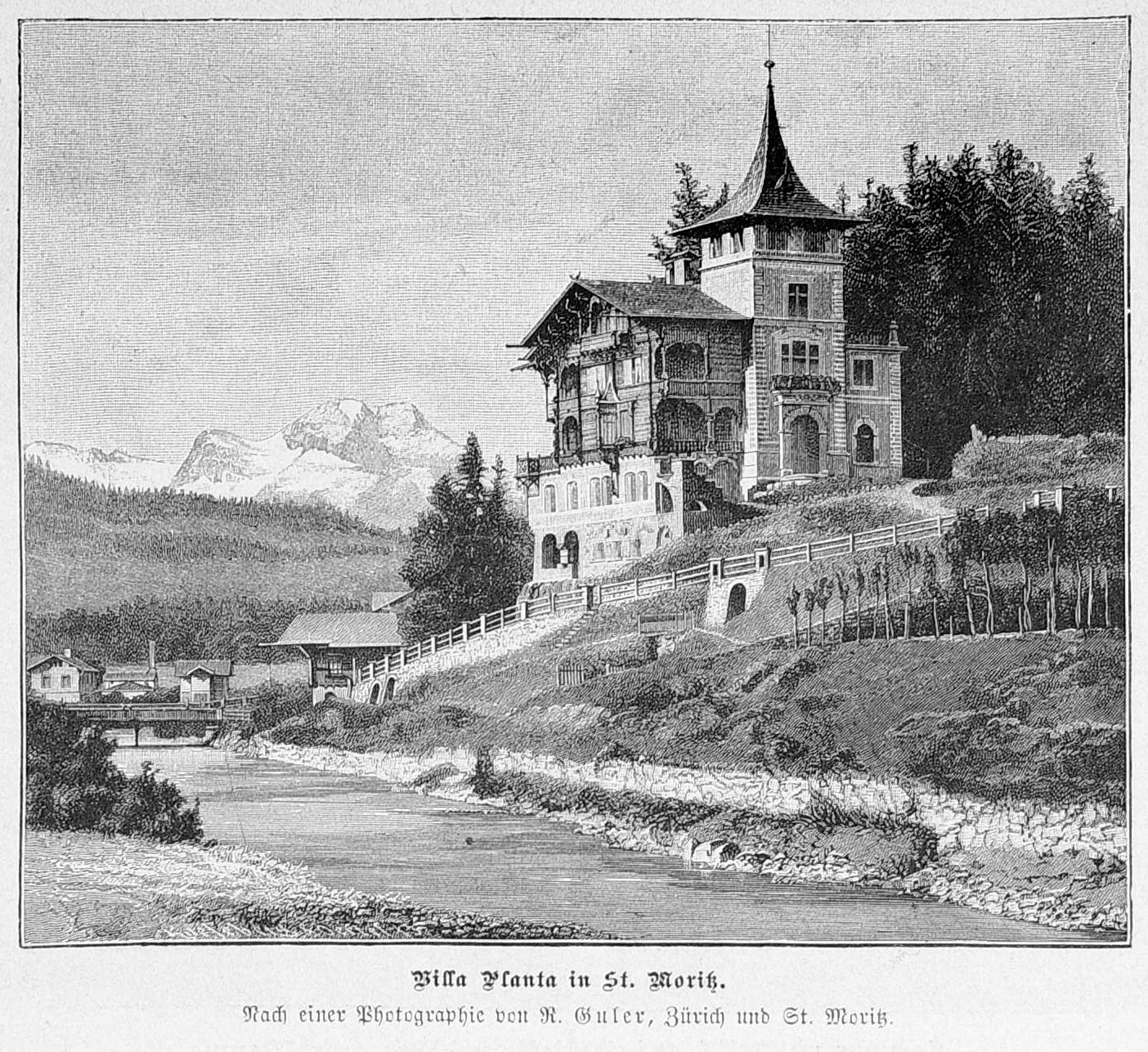
Villa Planta in St. Moritz (19. Jh.)
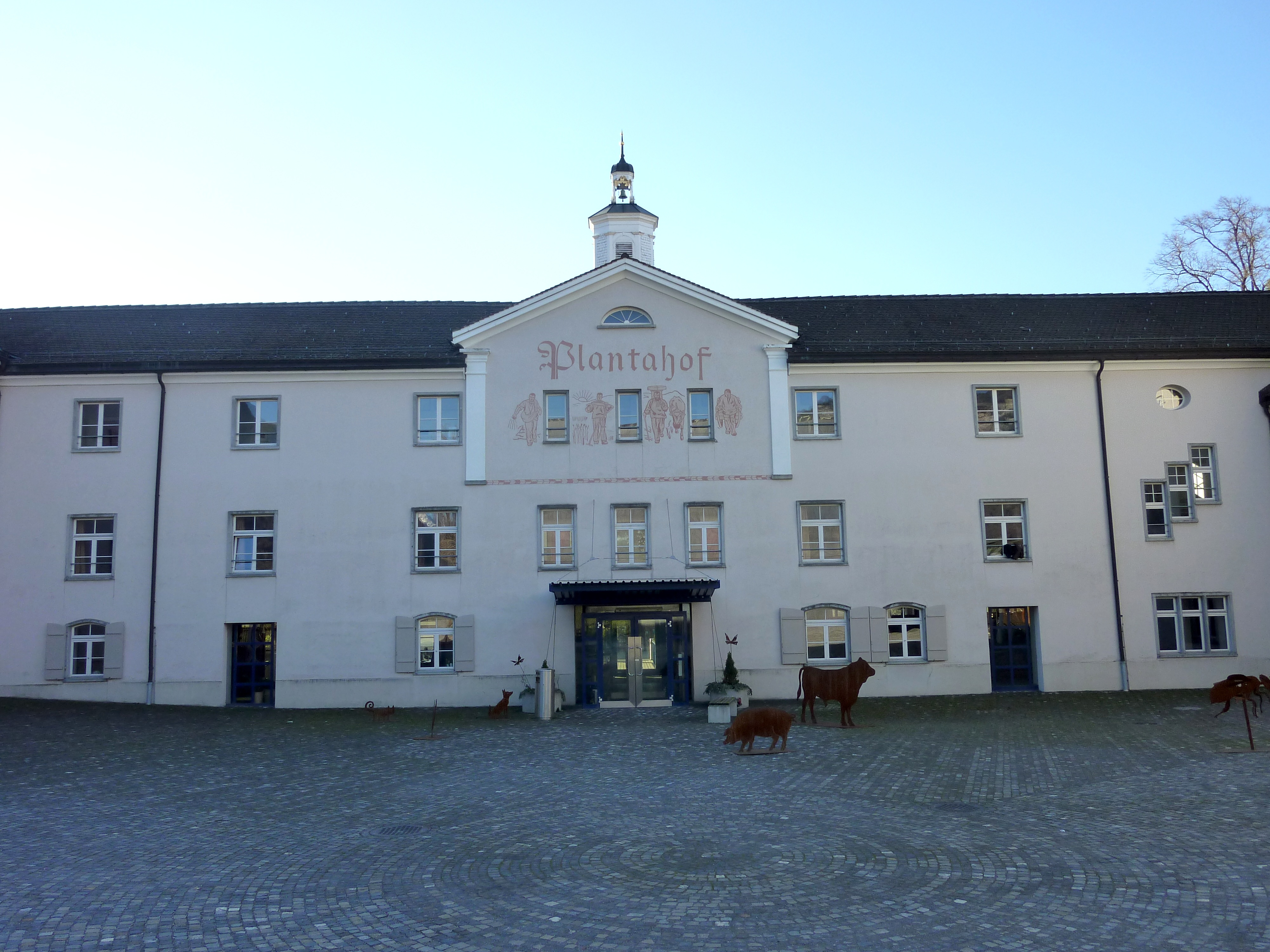
Der Plantahof in Igis bei Landquart (19. Jh.)
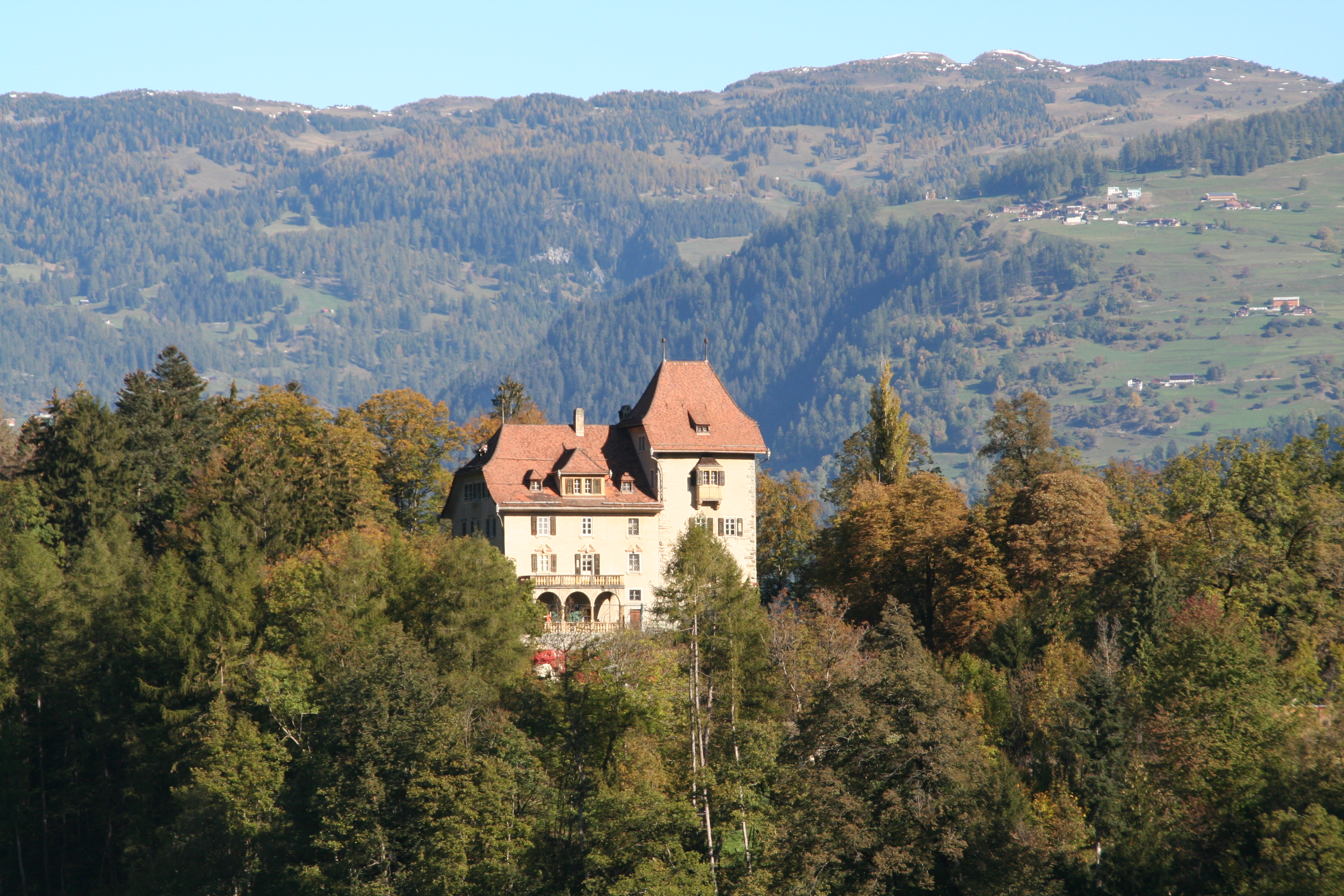
Schloss Untertagstein, Masein (ab 1898 im Planta-Besitz)